# Duchesse Anne (trois-mâts carré)
Vous lisez un « article de qualité » labellisé en 2011.
Pour les articles homonymes, voir Duchesse Anne.
Le (ou la) Duchesse Anne, ex-Grossherzogin Elisabeth, est le plus grand voilier, et le dernier trois-mâts carré, conservé en France. Construit en 1901 par le chantier Joh. C. Tecklenborg de Bremerhaven-Geestemünde (Brême) selon les plans de Georg W. Claussen, il est considéré comme un chef-d’œuvre d’architecture navale, en raison notamment de la forme profilée de sa coque en acier et de l'équilibre général du navire, qui ménagent un espace habitable d'une grande capacité, tout en innovant en matière de sécurité.
Ancien navire-école de la marine marchande allemande, passé en 1946 sous pavillon français et remis à la Marine nationale française comme dédommagement de guerre, basé à Lorient et Brest sans jamais appareiller, il échappe de peu à la démolition, grâce à l'opiniâtreté de quelques passionnés dans les années 1970. Après une très longue restauration visant à lui faire retrouver son état d'origine, et conserver son authenticité de navire-école, il est, aujourd'hui, un bateau musée qui peut être visité dans le port de Dunkerque. Utilisé dans le cadre d'actions de communication événementielle, mais étant définitivement à quai, sa notoriété n'égale pas celle du Belem qui bénéficie, pour sa part, des effets médiatiques des rassemblements de gréements traditionnels. En 2012, le navire bénéficie de travaux de structure et de carénage et sa coque est entièrement repeinte (infra).
La Duchesse Anne a trois sister-ships et de nombreux « cousins ». Il fait l'objet d'un classement au titre objet des monuments historiques depuis le 5 novembre 1982. Il a été le premier bateau à bénéficier de cette protection.

## Historique duDuchesse Anne

### Lancement
Initialement sous pavillon allemand, le voilier porte alors le nom de Grossherzogin Elisabeth (Grande Duchesse Elisabeth) en l'honneur de sa marraine la grande-duchesse d'Oldenbourg née Élisabeth de Mecklembourg-Schwerin qui, parce qu'elle est souffrante, ainsi que son époux le grand-duc, ne peut être présente le jour du lancement, le 7 mars 1901. Son époux, le grand-duc d'Oldenbourg Frédéric-Auguste II, préside l'association des voiliers-écoles allemands (Deutscher Schulschiff Verein) qui s'est constituée pour armer ce type de voiliers, dont le Grossherzogin Elisabeth est le premier exemplaire commandé d'une série jumelle qui comporte quatre navires au total (auquel s'ajoute de manière éphémère un bâtiment qui fut racheté en 1928).

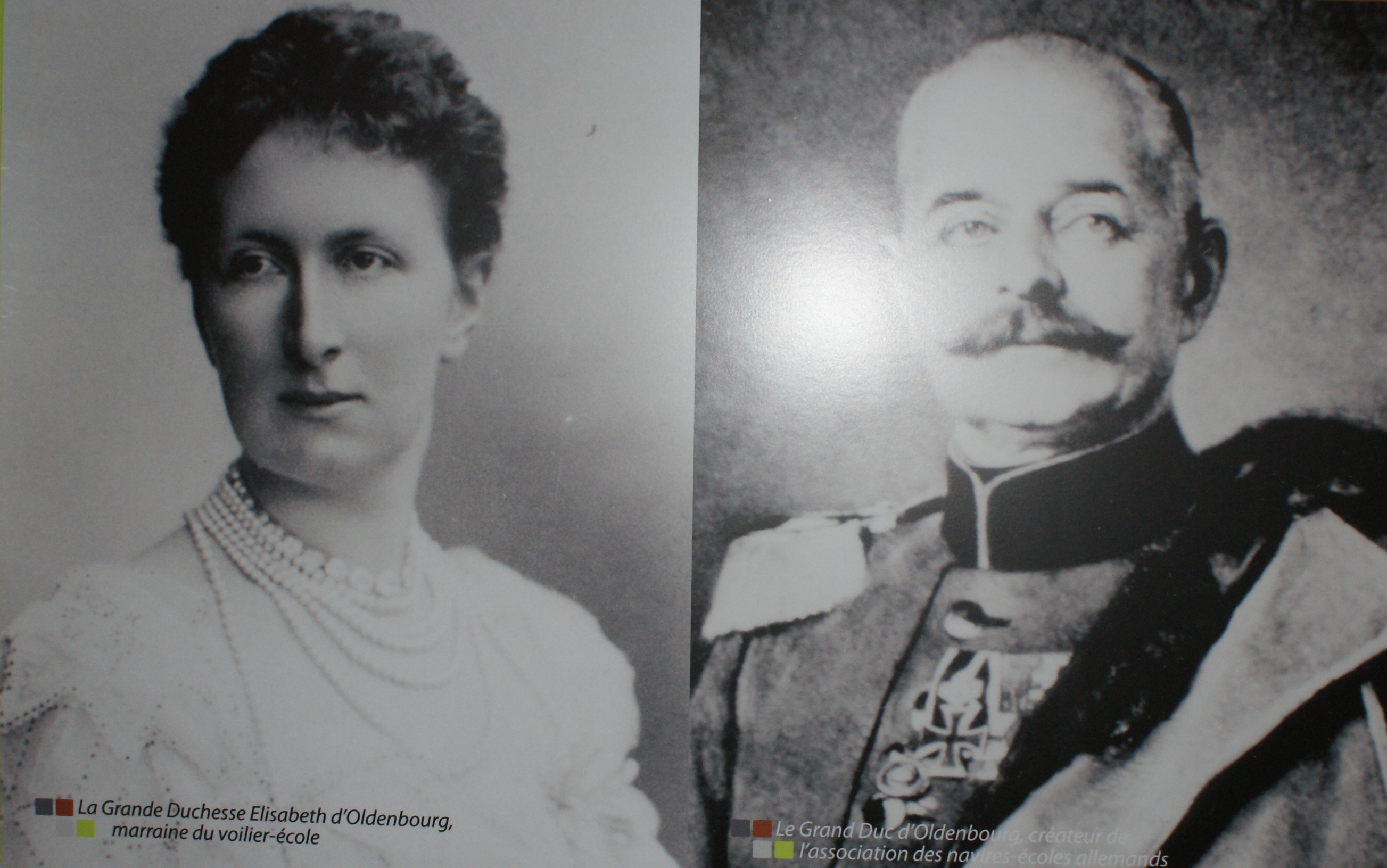
Portraits de la grande-duchesse et du grand duc d'Oldenbourg (exposition dans l'entrepont du navire restauré, en 2010).

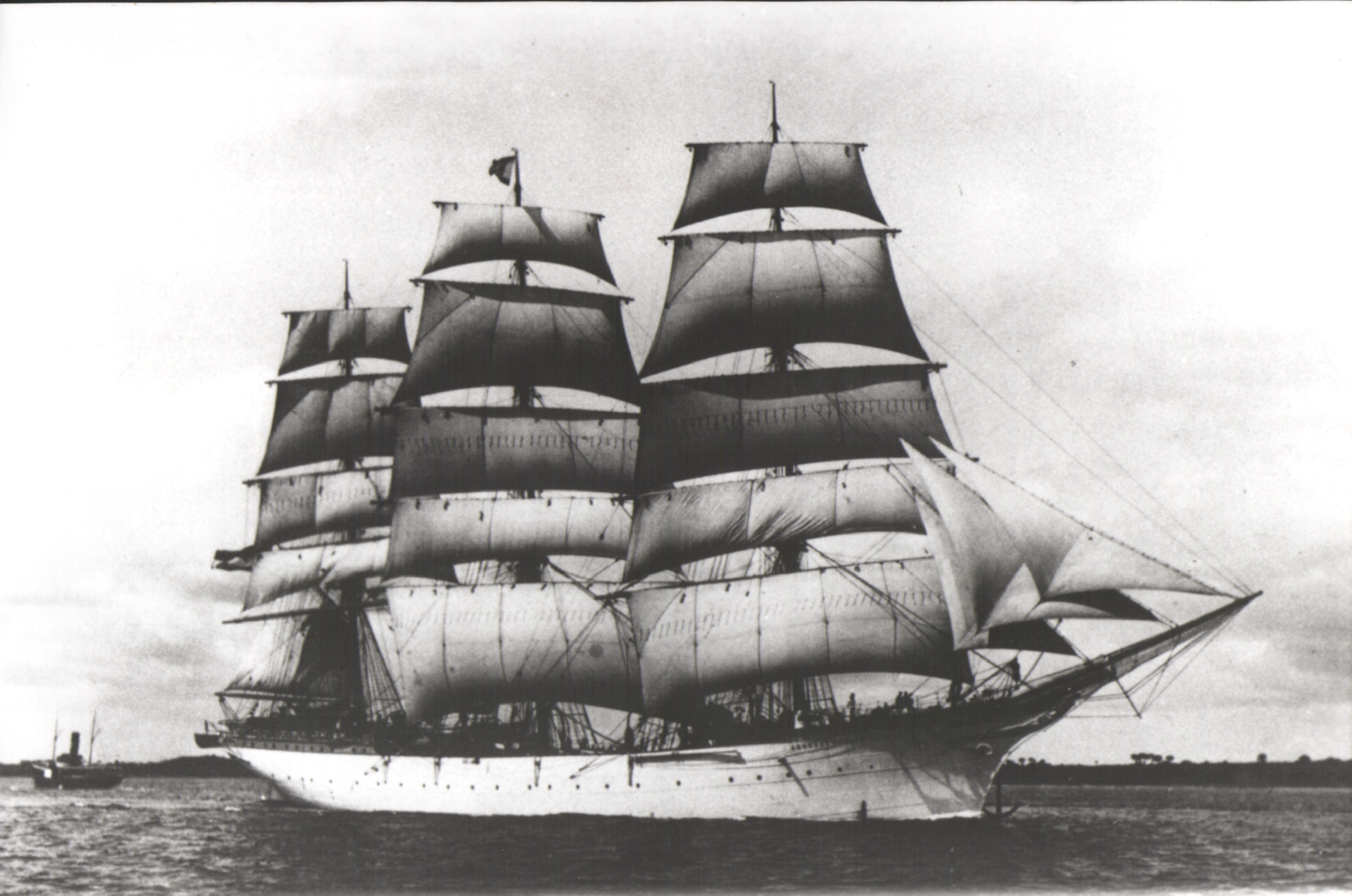
Le trois-mâts en 1913, au temps de la Grande Duchesse Élisabeth, toutes voiles dehors.

Ce trois-mâts est sans doute l'un des premiers navires-écoles à avoir été conçu et aménagé dans ce seul but et il sert de modèle à plusieurs navires-écoles des marines de guerre et de commerce construits ultérieurement en Allemagne,. Initialement prévu pour recevoir un gréement à cinq mâts, il est finalement gréé, de manière plus classique, en trois-mâts carré à cinq phares carrés avec une coque peinte en blanc cassé, typique des voiliers-écoles allemands.
Sa conception privilégie le caractère fonctionnel sur les performances en mer. Il est remarquable par ses équipements, modernes pour l'époque et ce type de bateau : les roufs, les bas-mâts et la coque sont en acier, rivetés et soudés ; cinq cloisons transversales montant de la quille au pont supérieur compartimentent le navire en six espaces étanches, lui assurant de bonnes chances de conserver sa flottabilité en cas de voie d'eau importante ; une chaudière à vapeur est dédiée au chauffage des logements, ainsi qu'à la production de vapeur nécessaire au fonctionnement des pompes et des bouilleurs fournissant l'eau potable (5 000 litres par jour pour des ballasts d’une capacité de 100 000 litres) ; la radio est installée à bord vers 1910, suivie, en 1921, de l'électrification du navire, d'un échosondeur et d'une chaudière d’eau chaude. L'architecture générale et l'agencement intérieur sont spécialement conçus pour accueillir jusqu'à deux cents cadets, l'équipage et son commandement.
Il a coûté 450 000 DM de l’époque ; un montant élevé qui se justifie par la qualité supérieure des matériaux employés (tôles de bordés en acier Siemens de 12 mm, pont en pin d’Oregon de 9 cm et différentes installations relatives à la sécurité),.
Le voilier est initialement placé sous le commandement du capitaine Rüdiger. L'équipage comprend vingt hommes, parmi lesquels un officier, six officiers-mariniers et sept matelots chargés de l'encadrement des jeunes élèves (soit, initialement, 32 aspirants et 99 apprentis mousses).
Le navire est affecté à la formation des officiers et des marins de la marine marchande. Il n'y a que des hommes. À partir d'Elsfleth, son port d'attache (bien qu'il soit immatriculé à Oldenbourg), il effectue régulièrement ses voyages de formation, l'été en mer Baltique et, l'hiver, vers les eaux chaudes de l'Afrique et de l'Amérique du Sud. On escompte que les cadets et les élèves y apprennent la mer et la vie commune dans un espace restreint. Ils suivent un enseignement où alternent cours pratiques (navigation, manœuvre du navire, matelotage…) et cours théoriques (allemand, géographie…). Toutefois, cet enseignement de masse sur un navire-école est parfois critiqué comme étant trop proche de la marine de guerre et fort éloigné de l'apprentissage sur un cargo classique. Les conditions sont rudes et Jean-Louis Molle relate dans son ouvrage, témoignages à l'appui, la discipline toute germanique qui imprègne la formation, dont les résultats finissent néanmoins par convaincre les plus sceptiques. L'examen final des futurs matelots a lieu début avril sur l'Elbe. Il se termine par une parade qui enthousiasme les personnalités et les familles, qui, par ailleurs, supportent en général la moitié des frais de la formation.
Dès après son lancement, l’empereur Guillaume II, qui a personnellement subventionné l'association des voiliers-écoles allemands, visite le navire en juillet 1901, lors d’une escale à Travemünde (port de Lübeck). En 1903, lors d'un voyage à Saint-Pétersbourg, le voilier reçoit également la visite du tsar de Russie, Nicolas II.

### Première Guerre mondiale
Au moment de la Première Guerre mondiale, il est désarmé et mis à l'abri à Szczecin, avec son sister-ship, le Prinzess Eitel Friedrich, jusqu'à la fin du conflit, alors que l'association vient de mettre à l'eau le Grossherzog Friedrich August.

### Armistice de 1918
Le Grossherzog Friedrich August et le Prinzess Eitel Friedrich, est cédé aux vainqueurs à l'issue du conflit. Le Grossherzogin Elisabeth reste donc, après guerre, l'unique bateau de l'association, mais l'avenir incertain de la marine à voile fait qu'il ne reprend son service qu'en 1921, grâce à un nouveau règlement de la marine marchande, qui modifie le programme d'instruction des marins et rend nécessaire cette reprise d'activité. Un second voilier, rapidement défaillant, est même racheté et la construction d'un autre bâtiment jumeau, le Schulschiff Deutschland, est entreprise.

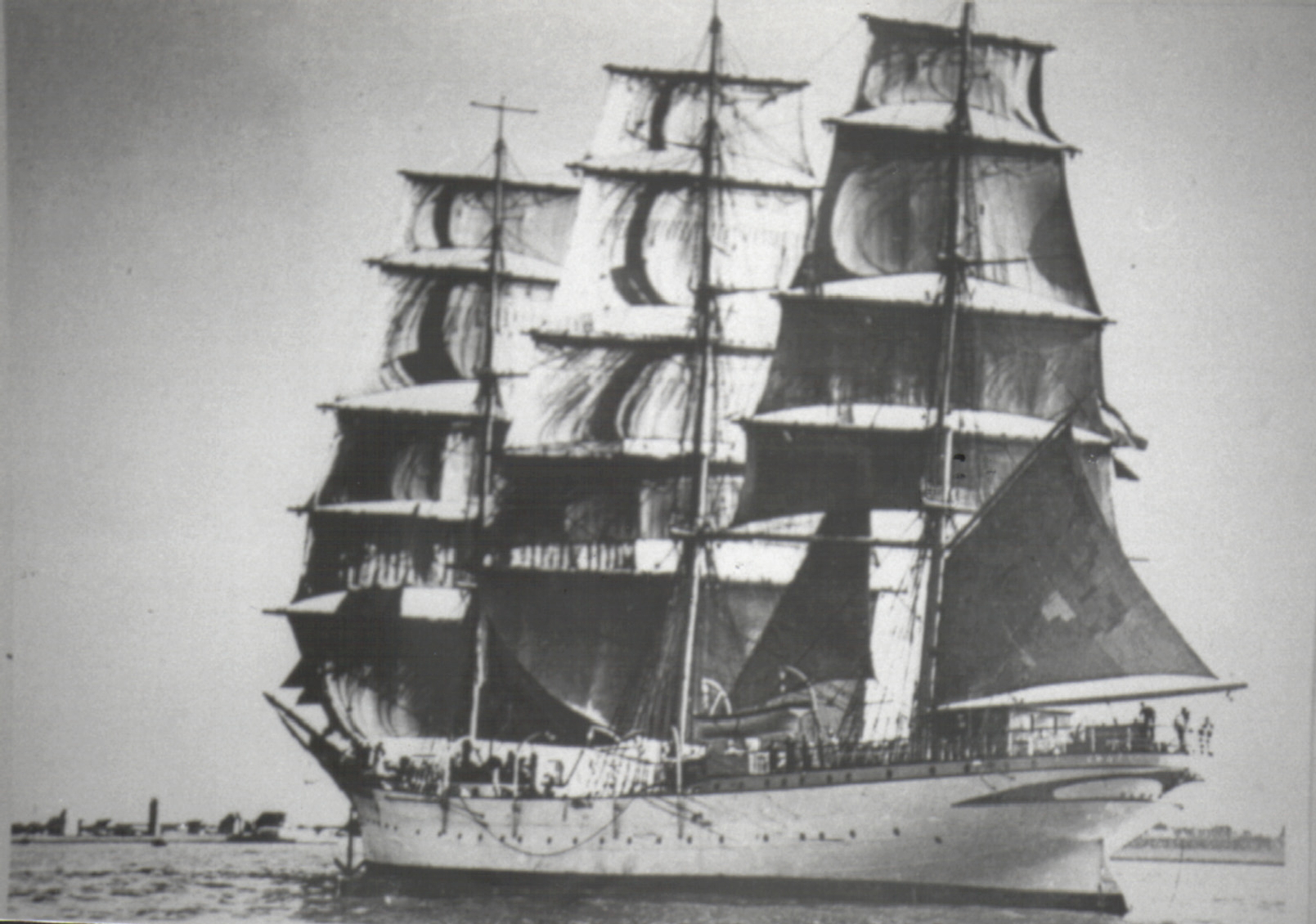
Le trois-mâts en 1912, au temps de la Grande Duchesse Élisabeth, trois-quarts arrière, avec sa frise en poupe.

Cependant le voilier, qui a, jusque-là, prouvé sa valeur, ne cesse de rencontrer des problèmes. En 1926, il perd une partie de son mât de misaine dans une violente tempête en Atlantique Nord. Au cours de l'été 1927 un cas de typhus est découvert à bord. En 1928, le voilier est gravement endommagé par un incendie. En 1931, il entre en collision avec le cargo britannique Evermore. Le trois-mâts connaît aussi des moments heureux comme en juillet 1930, lors de sa rencontre avec le dirigeable Graf Zeppelin,. Mais le développement de la marine à vapeur, qui ne nécessite plus de personnel qualifié en dehors de l'encadrement, aggrave la crise de la marine marchande à voile. En 1931-1932, il effectue son dernier voyage dans la Baltique, où il essuie une rude tempête au cours de laquelle son beaupré est frappé par la foudre.
En 1932 l'association désarme le voilier, qui est le plus ancien de ses deux navires-écoles. Il est vendu à l'école de navigation de Hambourg, qui l’utilise comme navire-école à poste fixe.

### Seconde Guerre mondiale
Le navire est toujours utilisé comme navire-école pendant la Seconde Guerre mondiale. Il reçoit une nouvelle voilure en juillet 1939. Son pont est blindé en 1942.
Au début de septembre 1944, le Grossherzogin Elisabeth est remorqué par précaution vers Wismar, où l'instruction se poursuit. Puis, après les bombardements d'avril 1945 et avant l'arrivée des troupes russes, on prévoit de le mettre à l'abri en rade de Fehmarn. Il est attaqué et touché par l'aviation britannique lors de son remorquage le 5 mai 1945. L'épouse du commandant est grièvement blessée. Abandonné par son équipage allemand, qui eut cependant à cœur de faire les réparations les plus urgentes « par reconnaissance » envers leur prestigieux navire, il est saisi par l'armée britannique, puis conduit à Neustadt pour être confié à la Royal Navy.
Il a été plus de 44 ans sous pavillon de la marine allemande, dont environ 37 années d'activité effective comme navire-école et 24 à sillonner les mers régulièrement.

### Butin de guerre

#### Un navire sous-employé et oublié en Bretagne

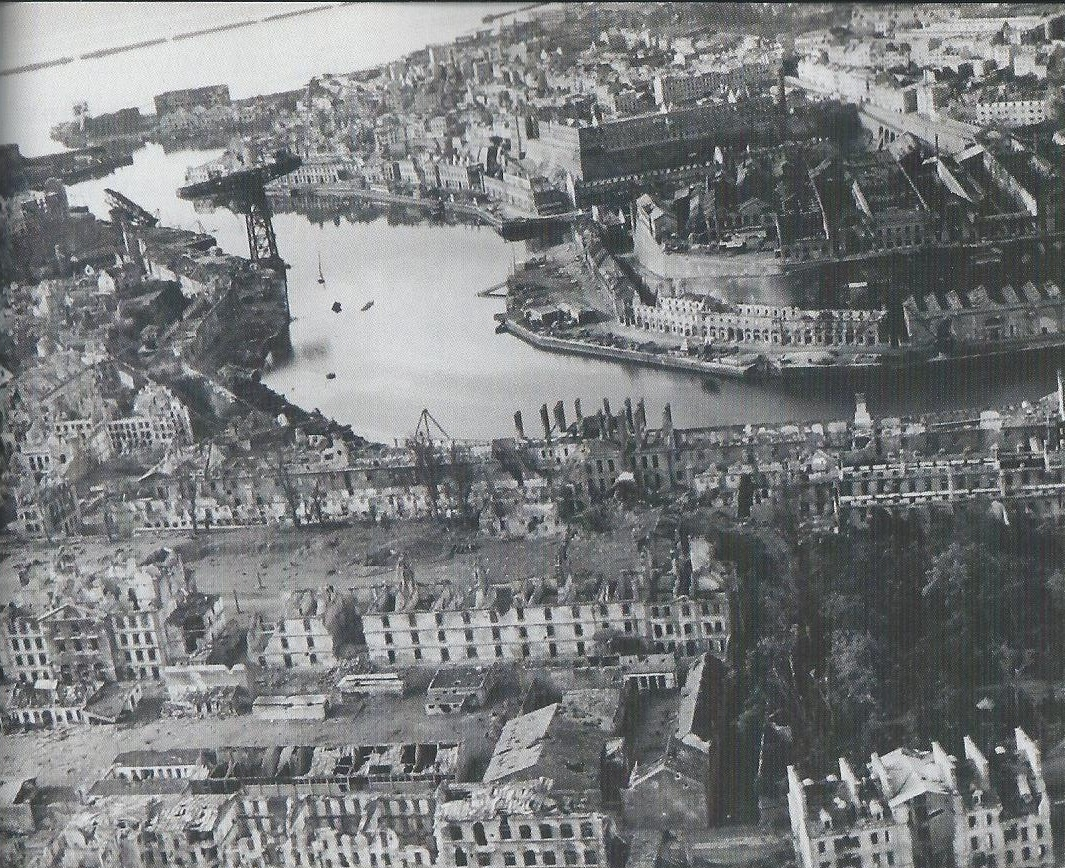
La Duchesse Anne arrive dans un Brest qui, comme Lorient, est détruit par la guerre.

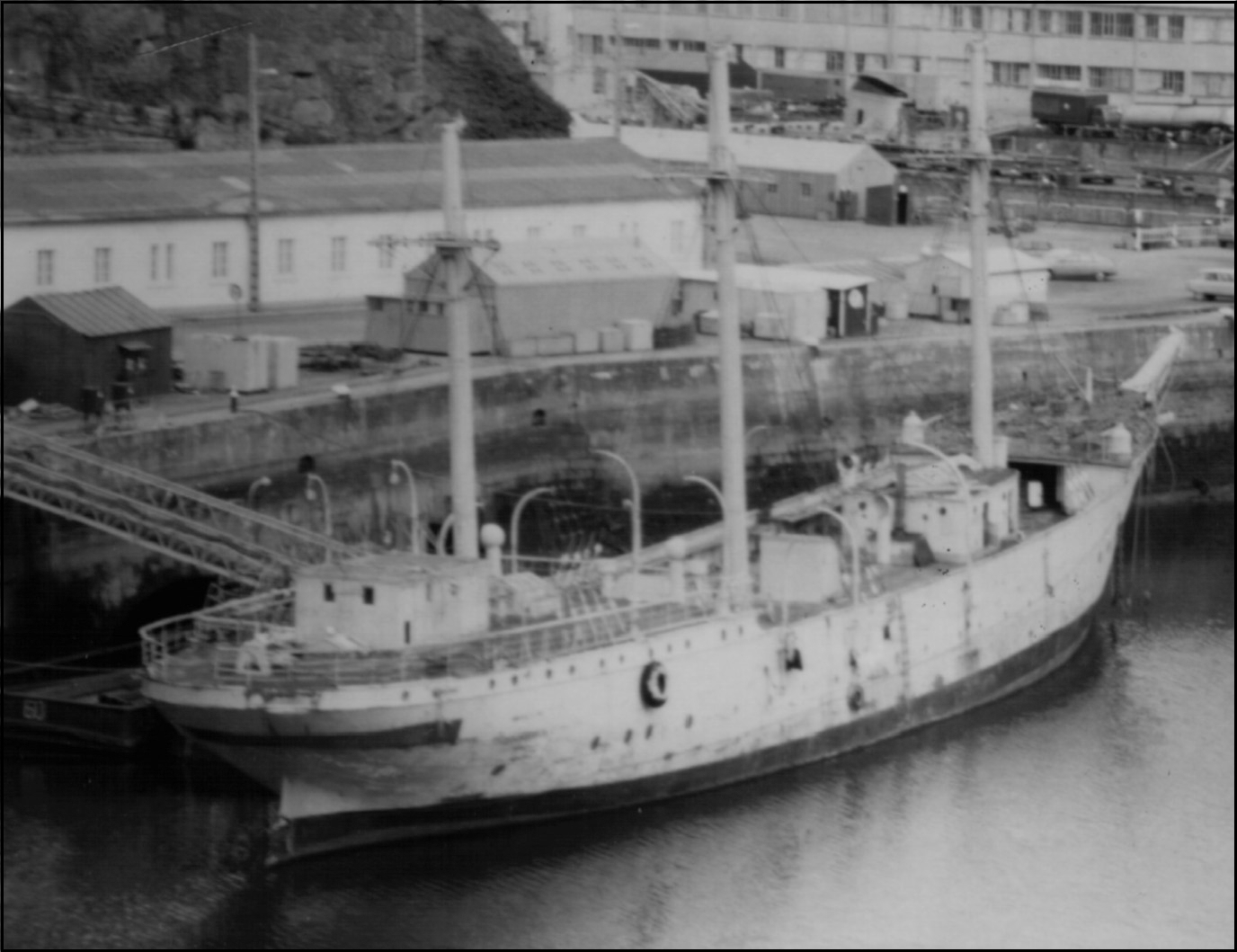
Une vue de l'état du voilier à Brest en Penfeld en mars 1977, avant son appareillage pour Lorient.

À l'issue de la Seconde Guerre mondiale, et au même titre que six autres navires allemands,, le trois-mâts est versé (attribué) à la France au titre des dommages de guerre. Il est remis le 15 août 1946 à Kiel au commandant de la frégate des Forces navales françaises libres La Surprise, qui lui fait passer le canal de Kiel, unique passage non miné, et le conduit jusqu'en rade de Cuxhaven. En passant par Portsmouth et Torquay, le voilier est remorqué jusqu'à Brest, puis, un mois plus tard, vers Lorient par le remorqueur Éléphant. Il y arrive le 17 octobre, en partie démâté (la mâture haute ayant été déposée pour passer sous les ponts du canal de Kiel), et légèrement enfoncé (après un choc avec un liberty ship devant Cap Gris-Nez).
Le 26 novembre 1946, il est rebaptisé Duchesse Anne en l'honneur d'Anne de Bretagne, sur proposition du commandant de la marine de Lorient, le contre-amiral Émile Barthes, au moment même où vient de s'achever le tournage, au large de Nantes et de Saint-Malo, d'un film censé se dérouler sur un cap-hornier trois-mâts appelé Duchesse Anne (infra). Cependant, bien qu'il y ait eu, semble-t-il, le projet de le transférer à la marine marchande comme navire-école,, la Marine nationale ne lui trouvant pas d'utilité opérationnelle, le trois-mâts ne reprend pas la mer. Il sert d'appoint, ici et là, notamment pour le casernement des marins, compte tenu des besoins consécutifs aux destructions de la guerre. À Lorient, il abrite des équipages de sous-marins à la base de Kéroman jusqu’en août 1947. Il fait ensuite office de dortoir pour colonies de vacances en août 1947 et juillet 1948, et passant du « ponton de la Martinière » au « Scorff », fait office de caserne pour l’équipage du Brazza puis de ponton jusqu'en 1951, avant d'être placé en réserve spéciale.
Entretemps, ce qui reste de la mâture haute et les vergues sont démontés sans précaution en 1949,. La vieille coque qu'il est devenu est ensuite remorquée à Brest, de nouveau par l’Éléphant (qui convoiera, en 1980, le Belem), pour être réaffectée comme bâtiment base à l’école de pilotage, annexe du Croiseur Tourville, « quai des Flottilles ». Puis, en 1956, il est mis à couple du groupe école Richelieu. Rapidement, il ne sert plus qu'épisodiquement, comme casernement à flot, et change plusieurs fois d'emplacement. Sa dégradation étant proportionnelle au désintérêt qu'il suscite, il est désarmé en 1959, et même proposé à la démolition en 1960. Désimmatriculé et débaptisé en 1966, il est provisoirement affecté au casernement, dans l'attente d'être remis à l'administration des domaines. Entretemps, le projet du Père Jaouen de le faire naviguer de nouveau, dans le cadre d'un programme visant à la réinsertion des jeunes délinquants, a échoué,.
Le navire est néanmoins utilisé de façon sporadique jusqu'en août 1968 pour la formation de jeunes, notamment de 1960 à 1967 par l'association « Jeunesse et Marine ». Cette association n'obtient cependant pas son transfert, jugé trop risqué, à Lorient, où Yves Mesnard, le fondateur de Jeunesse et Marine, souhaitait y pérenniser son utilisation. Des scouts marins de la « 9e Brest » y séjournent également.
Toujours à couple du cuirassé Richelieu, il héberge quelques mois les classes de l'école de manœuvre de ce dernier, avant qu'elles rejoignent des locaux neufs. Le voiler est alors comme oublié dans un coin du port de Brest. Il y subit la dégradation du temps, n'attendant plus que sa vente aux ferrailleurs.
De nombreux nostalgiques de vieux voiliers se mobilisent pourtant pour sauver ce vieux trois-mâts, parmi lesquels le capitaine de vaisseau Luc-Marie Bayle, directeur du musée national de la Marine. Le mouvement est relayé par la presse régionale et nationale en 1972,. Mais les projets et les déceptions se succèdent, notamment par deux fois avec la ville de Saint-Malo,. En 1975-1976, concomitamment à l'émission d'un timbre-poste en son honneur, faussement prometteur, le projet avorté de musée de l’Atlantique à Port-Louis (à l'embouchure de la rade de Lorient) sauve néanmoins ce qui reste du voilier de la démolition. Il subit un premier carénage à Brest, puis appareille en 1977 avec le remorqueur Laborieux pour l’arsenal de Lorient, où il est de nouveau laissé à l'abandon dans une partie reculée du port, à la D.C.A.N., à la suite de l'échec du projet le concernant.

#### Le sauvetage par les Dunkerquois
En 1981, il est racheté, par la ville de Dunkerque, représentée par son maire Claude Prouvoyeur. Le bateau réalise la même année le voyage de Brest à Dunkerque.

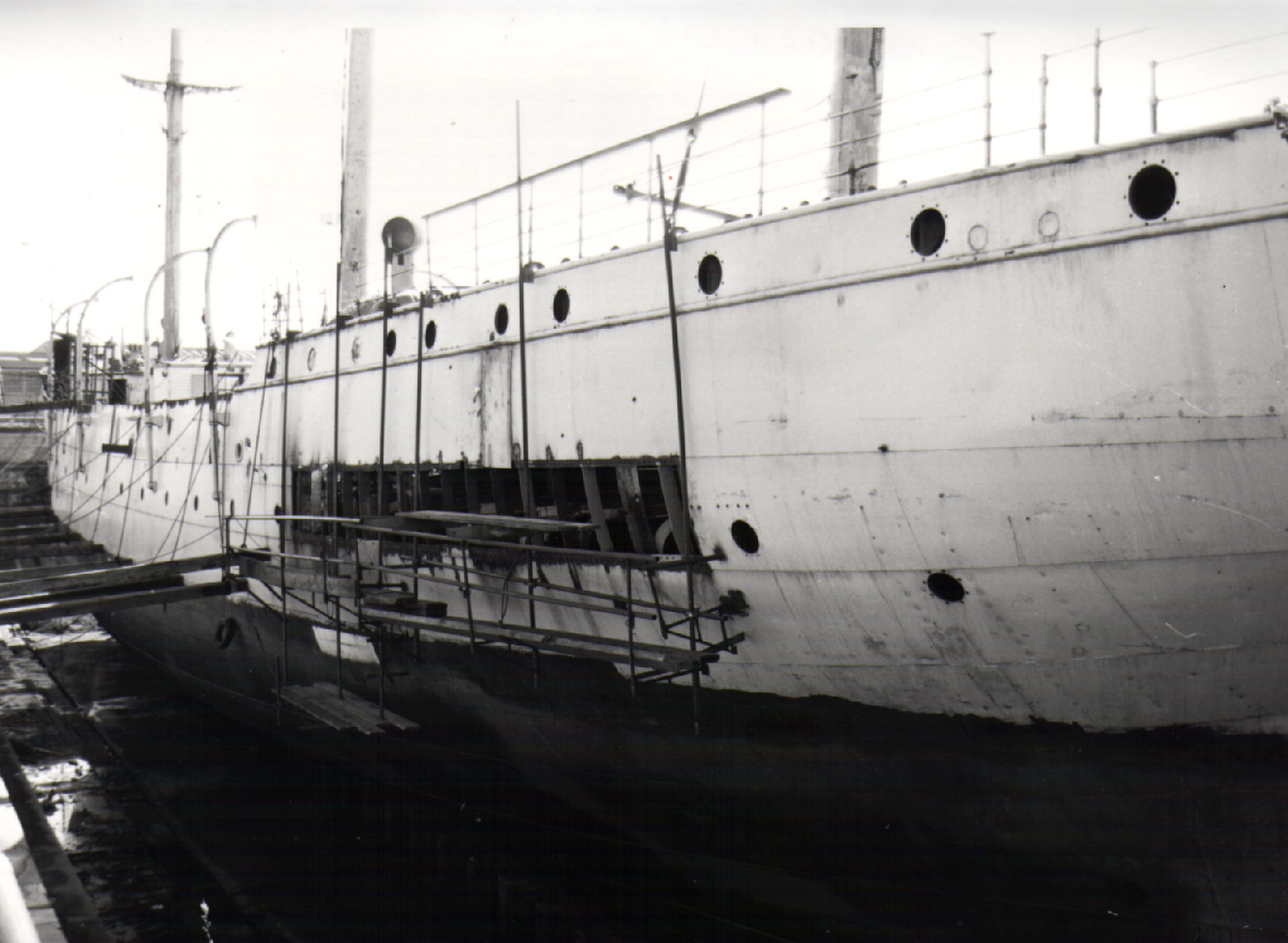
Duchesse Anne en restauration en cale sèche après son déblaiement. Ici, le remplacement des tôles du bordé bâbord arrière en 1997.

Après un carénage sommaire, il est acheminé par la Marine nationale, avec le soutien de deux remorqueurs (le Chamois et le Laborieux), vers son nouveau port d'attache, Dunkerque, où il arrive le 10 septembre 1981.
Le voilier, proche d'une épave, est dans un état général pitoyable, et son sauvetage est loin de faire l'unanimité,. Il est grossièrement démâté, rongé par la rouille et a été pillé en grande partie. L'intérieur n'est plus qu'un dépotoir, rempli de détritus, de roches, de gueuses de fonte et de ciment. De son époque flamboyante, l'un des rares équipements restant en bon état est la cloche de quart, rapatriée de Brest ultérieurement.
En mars 1982, à l'invitation du maire de Dunkerque, une association, Les Amis de la Duchesse Anne, se constitue, sous la présidence de Benoît Venturini, pour entreprendre sa restauration. Elle bénéficie du soutien de la municipalité et de nombreuses personnalités du monde maritime, dont les commandants Bayle et Randier, ce dernier s’étant précédemment occupé de la restauration du Belem à Paris. À partir de cette année, principalement stationné quai des Hollandais, le voilier est déblayé, le plus souvent à la main, puis soigneusement et patiemment remis en état. La restauration se déroule sous la direction bénévole du commandant Michel Danioux, à qui succède, à partir de 1989 et en raison de la complexité technique du chantier, Alain Bryche, ingénieur en chef du service infrastructure de la ville de Dunkerque. L’idée est alors de faire de ce navire, lorsqu'il aura retrouvé tout son lustre, un bateau musée.
Mais le temps nécessaire à la restauration, initialement prévu pour trois ans, et le coût des travaux, estimé à quatre millions de francs, ont largement été sous-évalués. L'état réel du voilier réclame une restauration lourde, proche d'une reconstruction.

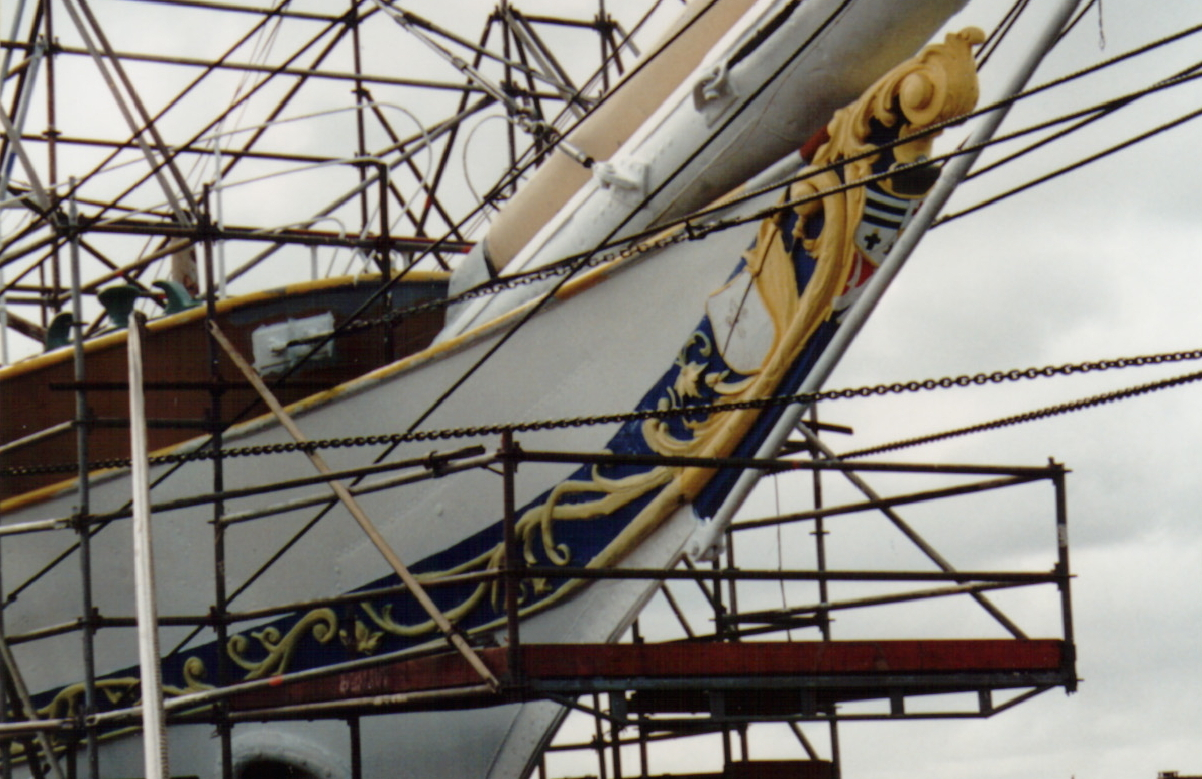
La majestueuse proue de la Duchesse Anne partiellement reconstituée par R. Blaevoet, permanent du bord lors de la restauration.

D'innombrables problèmes techniques et une succession de mauvaises surprises s'accumulent, occasionnant autant de retards. Le chantier doit également trouver de multiples partenariats financiers : ceux de l'État, de la région du Nord-Pas-de-Calais, du département du Nord, de la ville puis de la communauté urbaine de Dunkerque qui, finalement, devient de facto propriétaire du trois-mâts. La campagne de restauration bénéficie de la solidarité de nombreuses entreprises locales, et de l'intervention de stagiaires des Compagnons du devoir et du lycée professionnel, qui interviennent souvent gracieusement. Des manifestations destinées à soutenir l'intérêt populaire en faveur du trois-mâts, dont une régate en son honneur, sont organisées.
En 1982, le bateau est classé aux monuments historiques.
Le 22 août 1998, restaurée dans le respect des traditions, remâtée et repeinte dans ses couleurs d'origine (blanc, vert, marron et jaune), la Duchesse Anne est remorquée par les remorqueurs Attentif et Allègre. Sous les applaudissements d'un public massé sur les quais, en présence du nouveau maire de Dunkerque, Michel Delebarre, elle rejoint sa destination finale, en face du Musée portuaire de Dunkerque. Sur ce site, elle bénéficie de dernières finitions qui s’étalent sur plus de trente mois, portant à près de vingt années la durée totale de réhabilitation de la vieille Duchesse.

### Renaissance comme bateau musée

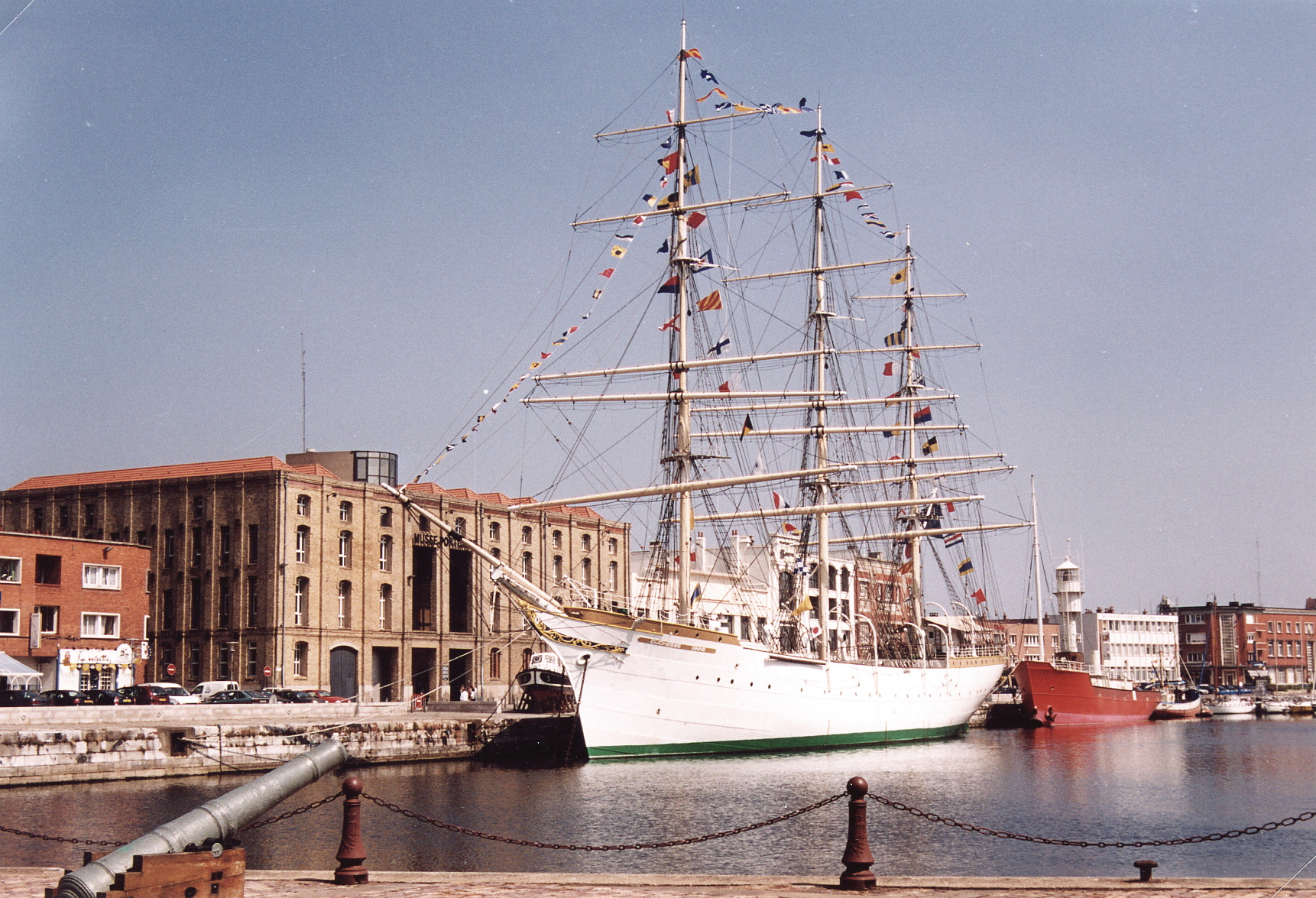
La Duchesse Anne en grand pavois, fleuron du Musée à flot du Musée portuaire de Dunkerque, en 2001.

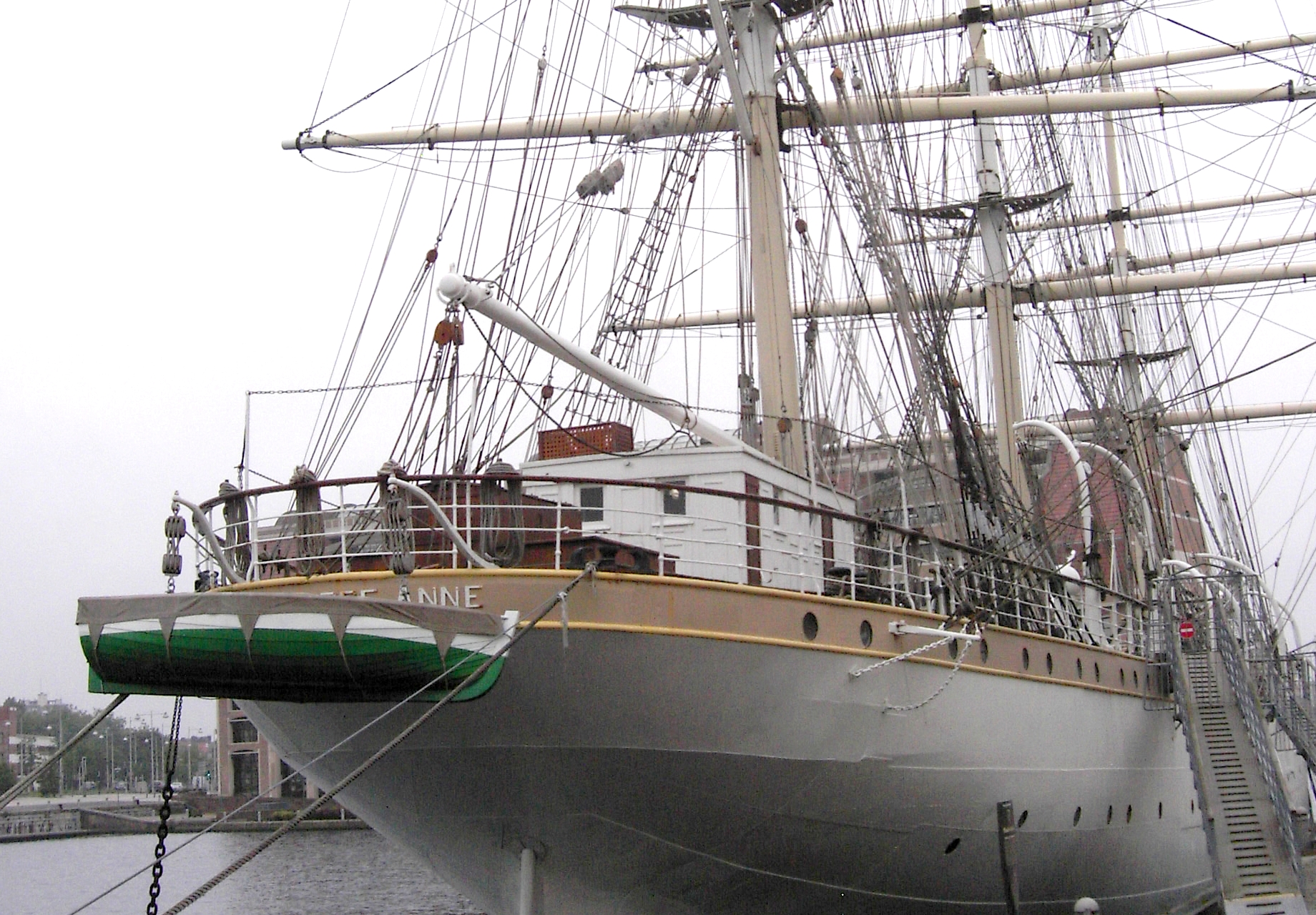
La poupe de la Duchesse Anne et sa chaloupe, en 2008.

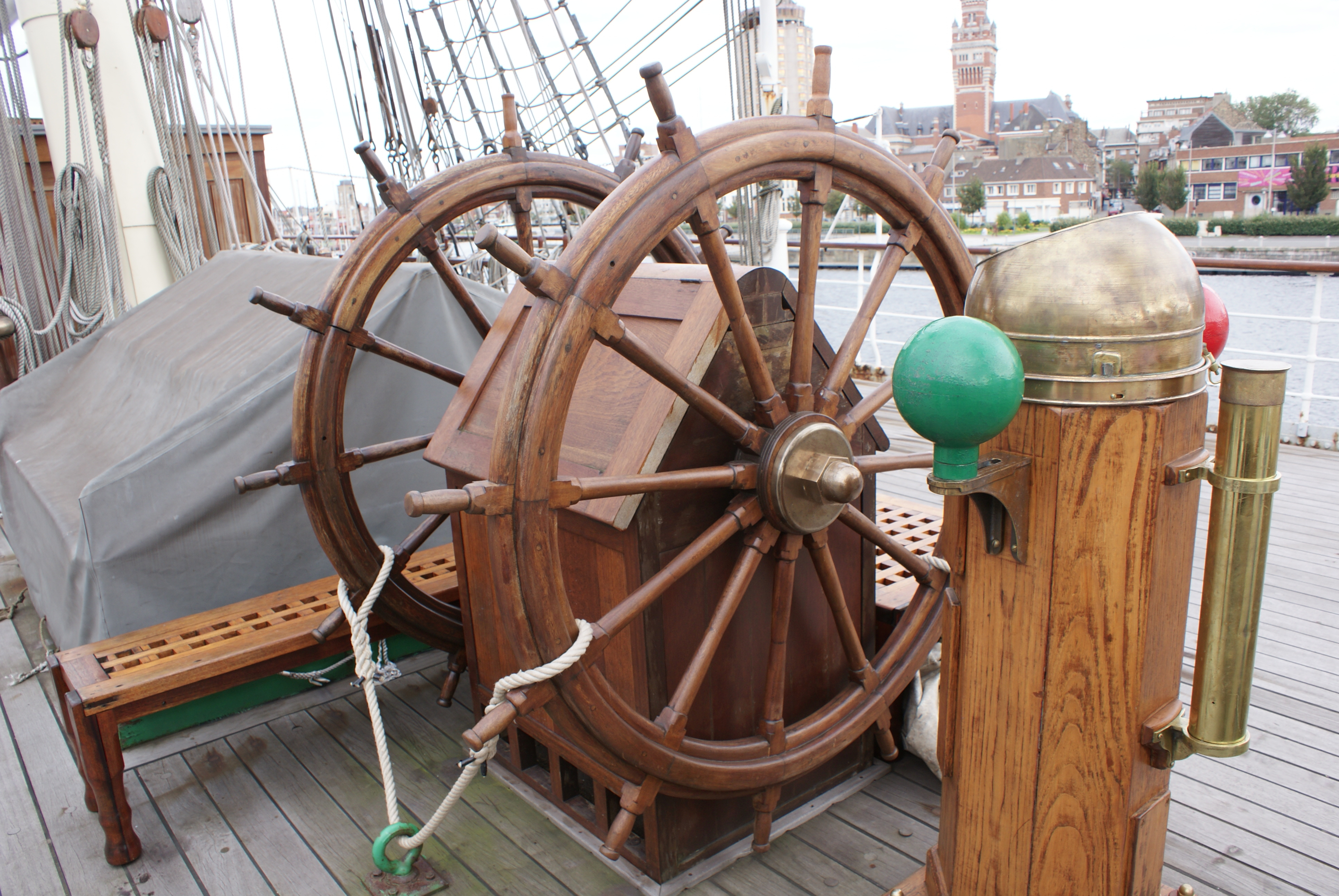
Barres et appareils de navigation en 2008.

Amarrée définitivement dans le bassin du commerce du port de Dunkerque, quai de la citadelle, la Duchesse Anne est, depuis la célébration de son centenaire en 2001, régulièrement ouverte au public. Elle constitue le fleuron de la « collection à flot » du musée portuaire de Dunkerque, qui comprend cinq autres bâtiments, tous plus récents, dont un remorqueur et un bateau-feu. Conformément aux motivations de ses acquéreurs, ce voilier d’exception, baptisé du nom d'un ancien cap-hornier, contribue à faire revivre le florissant passé maritime de Dunkerque, rappelant « un temps pas si lointain où les bassins du port étaient animés par les nombreux grands voiliers dont ceux de la compagnie Bordes qui avait fait de Dunkerque son port d'attache » et où « les mâtures élancées des trois et quatre-mâts […] dominaient les bassins ».

#### Le centenaire en 2001
Le centenaire de la Duchesse Anne est célébré officiellement les 30 juin et 1er juillet 2001 en présence de l'ancien ministre d'État Michel Delebarre, député-maire de Dunkerque et président de la communauté urbaine, de Jean Deweerdt, président du Musée portuaire, et de Benoît Venturini, président de l'Association des Amis de la Duchesse Anne. Cette commémoration voit se succéder réceptions à bord, avec une reconstitution en costumes d'époque, et visites de gréements traditionnels. Les festivités, plus étalées dans le temps, du 27 juin au 9 juillet 2001, bénéficient de la synergie d'autres événements comme le départ du Tour de France cycliste, le festival de musique et chants marins « La Citadelle en Bordées » et une parade nautique en mer (5 et 6 juillet).
À l'invitation de la Fédération Régionale pour la Culture et le Patrimoine Maritime du Nord-Pas-de-Calais (FRCPM), le vieux trois-mâts carré reçoit ainsi l'hommage d'une vingtaine de voiliers traditionnels, Dunkerque ayant, en outre, profité de pouvoir constituer une escale pour les gréements traditionnels en route pour Anvers où doit se prendre le départ de la prestigieuse course de la Cutty Sark (Tall Ships' Races) prévu début juillet 2001,,. Il est ainsi possible, parfois de s'embarquer, en tout cas de contempler sur une dizaine de jours : les plus belles répliques de bateaux historiques français que sont la goélette La Recouvrance, emblème de la ville de Brest et Le Renard, réplique du cotre malouin de Surcouf ; le plus ancien bateau de travail français, le cotre-pilote Marie-Fernand du Havre de 1894 ; de nombreux autres bateaux traditionnels tels le Sint Pieter, scute de Blankenberge, réplique d'un vieux bateau de pêche flamand, la Brise, chaloupe de Courseulles de 1921, le Dehel, cotre-pilote d'Ouistreham de 1931, Raymonde Janine, un picoteux de 1938 basé à Caen, la Vierge de Lourdes, un caïque de Fécamp de 1949, le Christ-Roi, un dundee crevettier de 1942 et plus ancien bateau naviguant du Nord-Pas-de-Calais ; les plus beaux yachts classiques de la Manche datant de 1914 avec l'Étoile Polaire basé à Saint-Malo et le Lys Noir en provenance de Granville ; enfin, deux grands voiliers de la classe du Duchesse Anne, le trois-mâts goélette belge de 1932, l'ancien navire-école Mercator basé à Ostende, et le trois-mâts barque hollandais Arthémis de 1926, qui fait alors son voyage inaugural après une longue restauration à Harlingen, son port d'attache,.
C'est à cette occasion que le Duchesse Anne, qui arbore le grand pavois, est officiellement ouvert au public.

#### Un «monument» qui s'offre à la visite

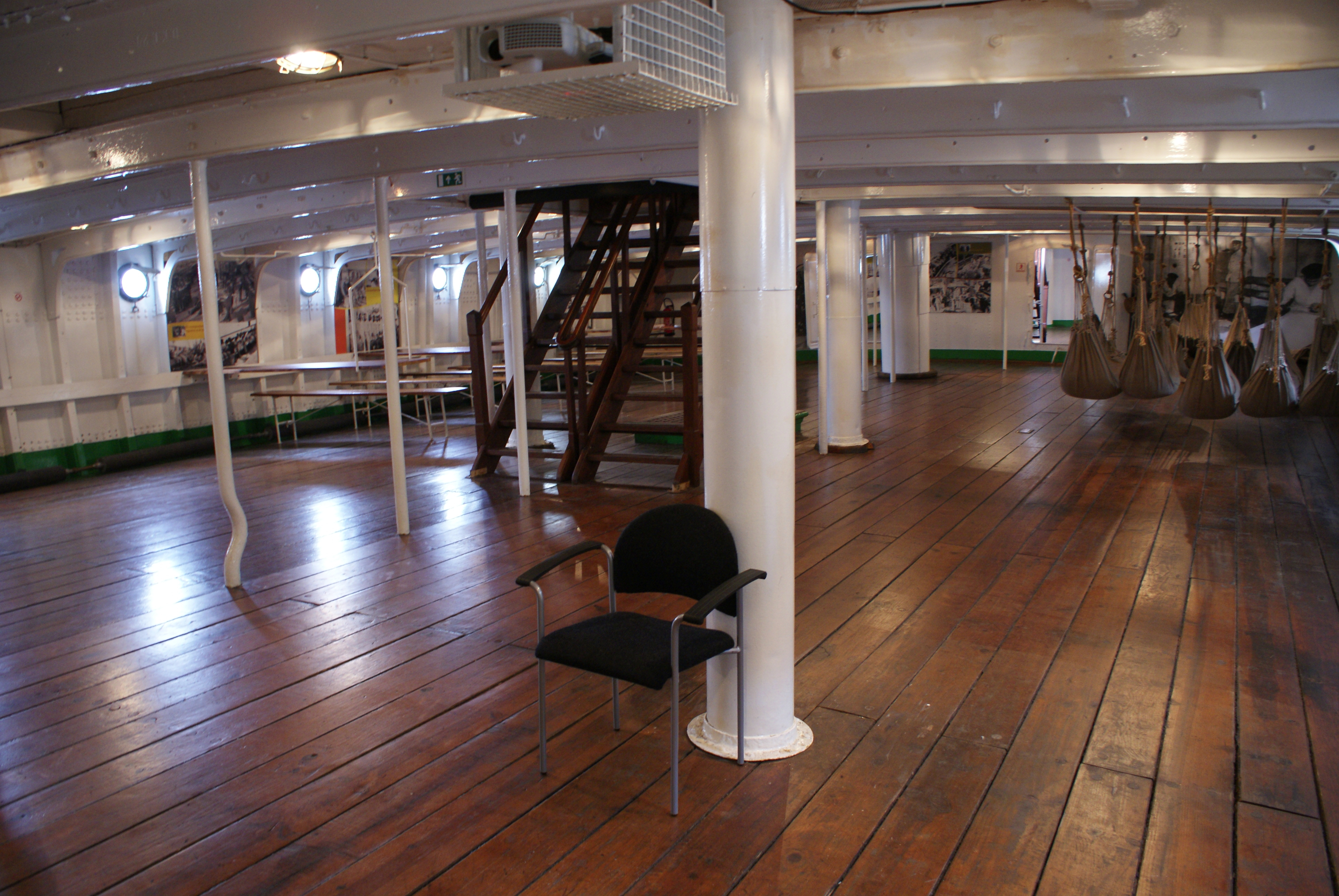
Une partie de l'entrepont, en 2010. Il servait de salle de classe, de réfectoire et de dortoir.

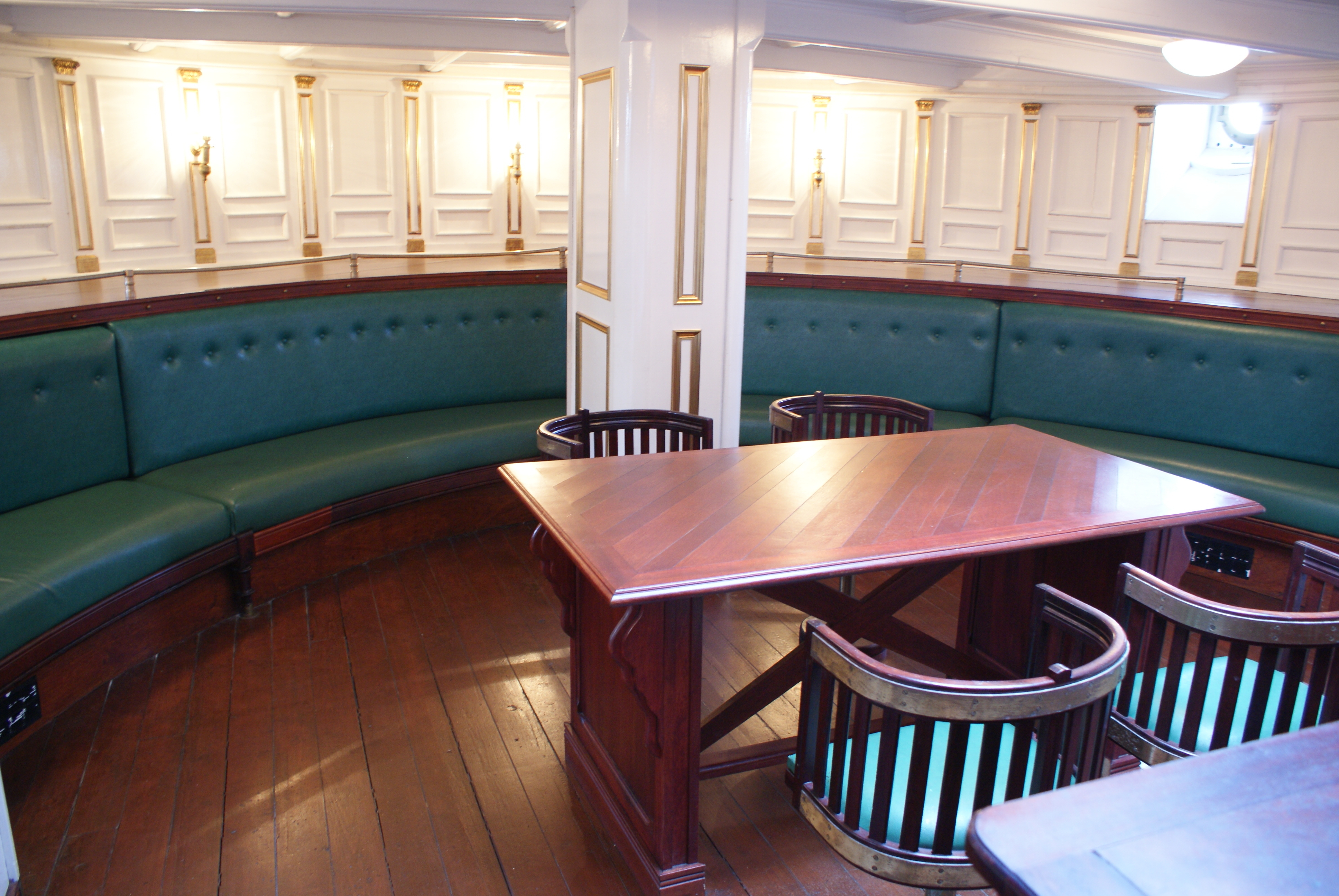
Salle à manger du commandant côté rotonde, en 2008.

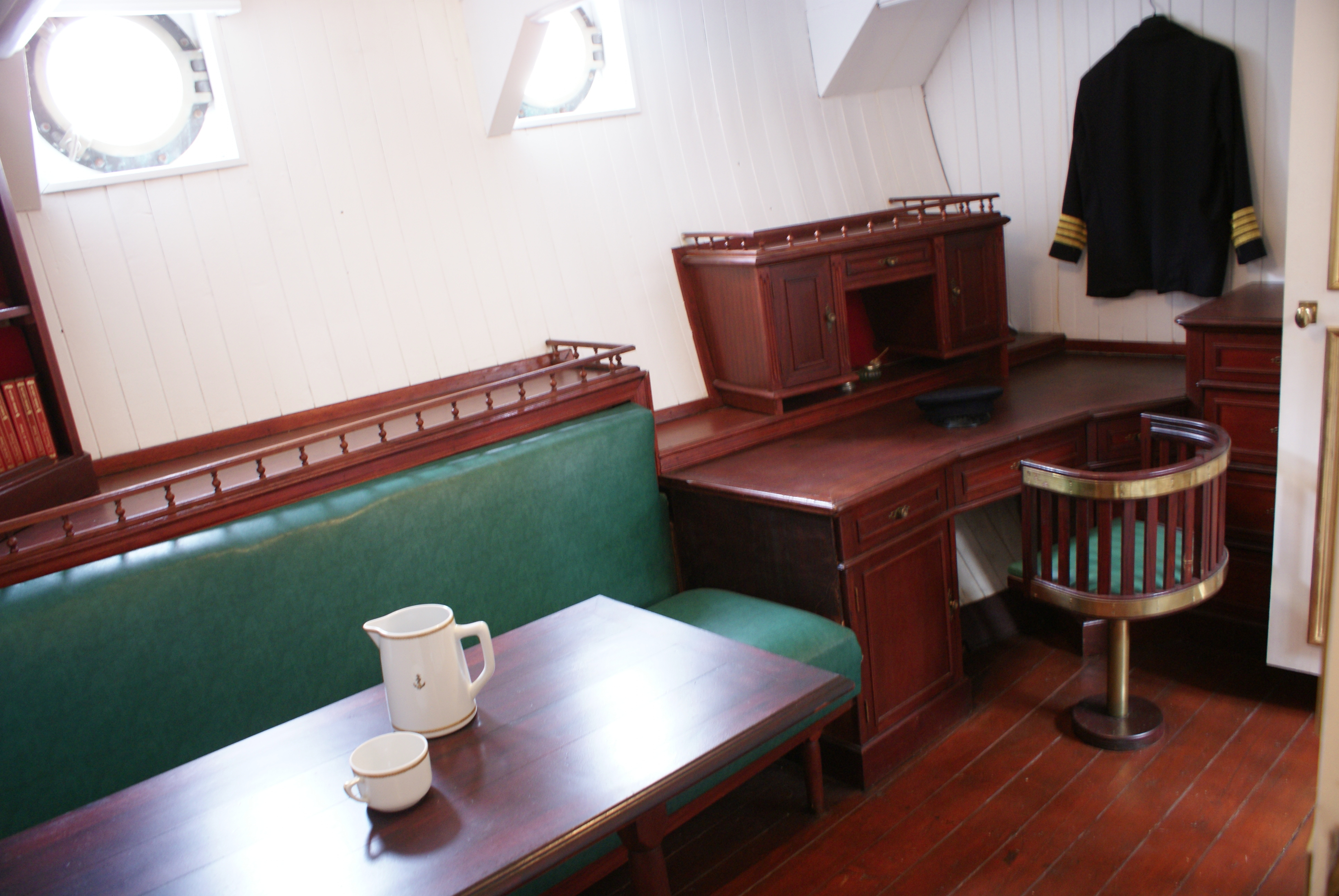
Bureau du commandant.

Le (ou la) Duchesse Anne, alors baptisé Grossherzogin Elisabeth, est issu du chantier Johann C. Tecklenborg de Bremerhaven-Geestemünde (Brême) et dessiné par Georg W. Claussen, directeur du chantier naval et, également, auteur du clipper Flying-Cloud. La conception du bâtiment, considéré comme un chef-d'œuvre,, est celle d'un trois-mâts « à coffre ». Les navires à coffre disposent, au-dessus du pont, à l'avant, d'une partie surélevée (le gaillard), et, à l’arrière, d'une autre partie haute (la dunette). Ces deux constructions, plus ou moins élevées, délimitent une partie centrale, le coffre, normalement fermé sur les côtés par des pavois.
Le Duchesse Anne présente cependant un type particulier de navire à coffre avec, en proue, une étrave à guibre décorée d'une frise et une poupe à voûte ornée de son pavois doré où figure le nom actuel du voilier. Le pont central est ainsi délimité par une très longue dunette arrière de 24,50 m, peu surélevée, avec un rouf en boiserie apparente servant de chambre de quart placée entre la double barre du milieu et la barre de poupe adossée à la tortue (soigneusement refaite) protégeant l'appareil à gouverner, tandis qu'à l'avant se situe le modeste gaillard avant de 12 m, au sommet duquel se trouve le cabestan (mécanisme de levage des ancres) relié par un arbre vertical au guindeau situé en dessous. Les demi-barres qui servaient à la manœuvre sont de nouveau là.
À cet endroit se trouvent également les deux toilettes et les deux douches communes d'eau douce froide, à l'usage fort restreint compte tenu des effectifs. Derrière le mât de misaine, un rouf tout en acier abrite la cuisine, la menuiserie et la cambuse (remise pour les denrées du jour) avec leurs doubles portes à bâbord et à tribord, utilisées en alternance suivant le côté d'où venaient les paquets de mer. Six cents repas par jour étaient servis. Dans l’entrepont avant se trouvent les logements de l’équipage. Les grandes salles, situées sous le pont principal, étaient réservées aux apprentis. Le jour, elles servaient de salles de cours et de réfectoire grâce à des tables escamotables. Aujourd'hui, en ce lieu, en plus de quelques tables et bancs, deux vieilles photos de l'époque agrandies en posters géants illustrent la vie à bord, dont une où l'on voit les cadets à table. La nuit, lesdites tables étaient remplacées par des hamacs, suspendus aux crochets des poutrelles, sur lesquels on laissait courir un grand drap en guise de couverture. Quelques exemplaires de hamacs sont d'ailleurs présentés aux visiteurs. Sous la dunette, on trouve parfaitement reconstitués à l'identique, le salon avec sa banquette rotonde, le bureau et la cabine du commandant avec sa salle de bains bénéficiant de l'eau chaude, ainsi que les cabines des officiers, deux cabines pour invités, deux infirmeries (l'une pouvant servir de salle d'opération), une pharmacie et la salle d’études des cadets. Également sous la dunette s’étend une grande salle à cartes tout en teck, ainsi qu’une salle de repos pour le commandant.
Sur le parcours de la visite se trouve aussi une vitrine dans laquelle trône notamment un loch à hélice, un sextant et une longue-vue. Les pavillons permettant de hisser le grand pavois sont rangés dans leurs casiers. Dans l'entrepont, les visiteurs sont généralement accueillis (suivant l'usage qu'a eu la salle récemment[Quand ?]) par une maquette du voilier-école qu'entourent quelques panneaux résumant ses origines et, depuis la saison 2010, quelques photos inédites du voilier. Avec son grand mât culminant à 48 mètres au-dessus du pont et ses 92 mètres de long (hors tout), le Duchesse Anne est le plus grand voilier conservé en France. Exemple rare d'un navire-école ayant gardé son authenticité originelle, il est aussi le premier bateau classé monument historique. Enfin, c'est le seul trois-mâts français visible en permanence et pouvant être visité en toute saison, y compris l'hiver.
Couplée ou non à celle du Musée portuaire, sa visite s'effectue par groupe, sous la conduite et avec les commentaires d'un guide puisqu'elle n'est pas encore scénarisée. Elle permet de découvrir la totalité habitable du navire, l'organisation un peu spartiate d'un voilier-école, la qualité de sa restauration et d'avoir des informations sur ce qu'était la vie à bord. À l'issue de la visite, il est possible de se procurer, à la boutique du Musée portuaire, une lithographie encadrée sur le Duchesse Anne par Jean Bellis ainsi que divers souvenirs (magnet, marque-page aimanté, porte-clefs) à son effigie. Lors des vacances scolaires, la visite est libre.
Bien avant son ouverture officielle au public, intervenue à l’occasion de son centenaire, le navire pouvait être visité, ponctuellement, sous l'égide de l'association Les Amis de la Duchesse Anne,, notamment lors des festivités marines et autres. L'association gère encore directement les visites gratuites à l'occasion de la Fête de la mer et du nautisme (un week-end de mai) et des Journées du patrimoine (un week-end de septembre).

#### Un centre événementiel et de pédagogie
Le voilier, qui offre notamment ses deux grandes salles parquetées à l'entrepont, est également utilisé pour des expositions temporaires, des séminaires ou diverses manifestations. Ainsi, en 2005, le lancement du guide d’informations pour les marins faisant escale dans le port de Dunkerque a lieu à bord. Le 17 février 2006, l'émission Thalassa diffusée sur France 3 se déroule en direct en partie à bord à l'occasion du carnaval. Le 30 septembre 2006, l'une des matinées du Forum L’Esprit de l’Innovation II se termine par un déjeuner à bord. Du 15 septembre au 5 novembre 2007, le voilier abrite deux expositions le concernant « Du navire-école Grossherzogin Elisabeth à la Duchesse Anne » et « Histoire du chantier Tecklenborg », sous l'égide du Musée portuaire de Dunkerque, en partenariat avec le Musée maritime de Bremerhaven. Des événements musicaux s'y déroulent : ainsi en avril 2006, l'émission En avant la musique, diffusé sur France 3 région, consacre un documentaire à l'Harmonie de Dunkerque au cours duquel celle-ci interprète à bord du trois-mâts une adaptation de La Foule d’Édith Piaf ; le 17 novembre 2006, le trois-mâts accueille une conférence-concert intitulée Chants des pêcheurs à la morue ; le 19 octobre 2008 a lieu la soirée de clôture du Festival international Albert Roussel avec en première mondiale, Le Voyage sans retour, une suite lyrique exaltant les cap-horniers, de Raymond Berner (1899-1944). Les 26 et 27 mars 2011, l’IGKT France tient ses journées européennes des amateurs de nœuds marins à bord et la finale couple de l'émission TV Un dîner presque parfait diffusée sur M6 en juillet 2011 se déroule en partie sur le pont du trois-mâts. La fête de la musique en juin 2012 est fêtée à bord en compagnie notamment du groupe Etwien.

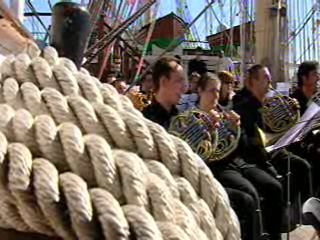
Concert de l'Harmonie de Dunkerque à bord, en 2006.

Le voilier est aussi un point de ralliement, notamment lors de la nuit des musées : ainsi, en mai 2007, a lieu devant le voilier le départ d'un rallye découverte et, un an plus tard, un spectacle poétique de trapézistes entre les mâts du bateau. Ce même mois de mai 2008 se déroule le RIAD (Rencontre Idéale des Arts Décalés) réalise depuis l'une de ses performances vidéo-acoustiques à bord. Depuis au moins 2008, le baptême de promotion de la préparation militaire marine a pris ses habitudes devant le navire,,.

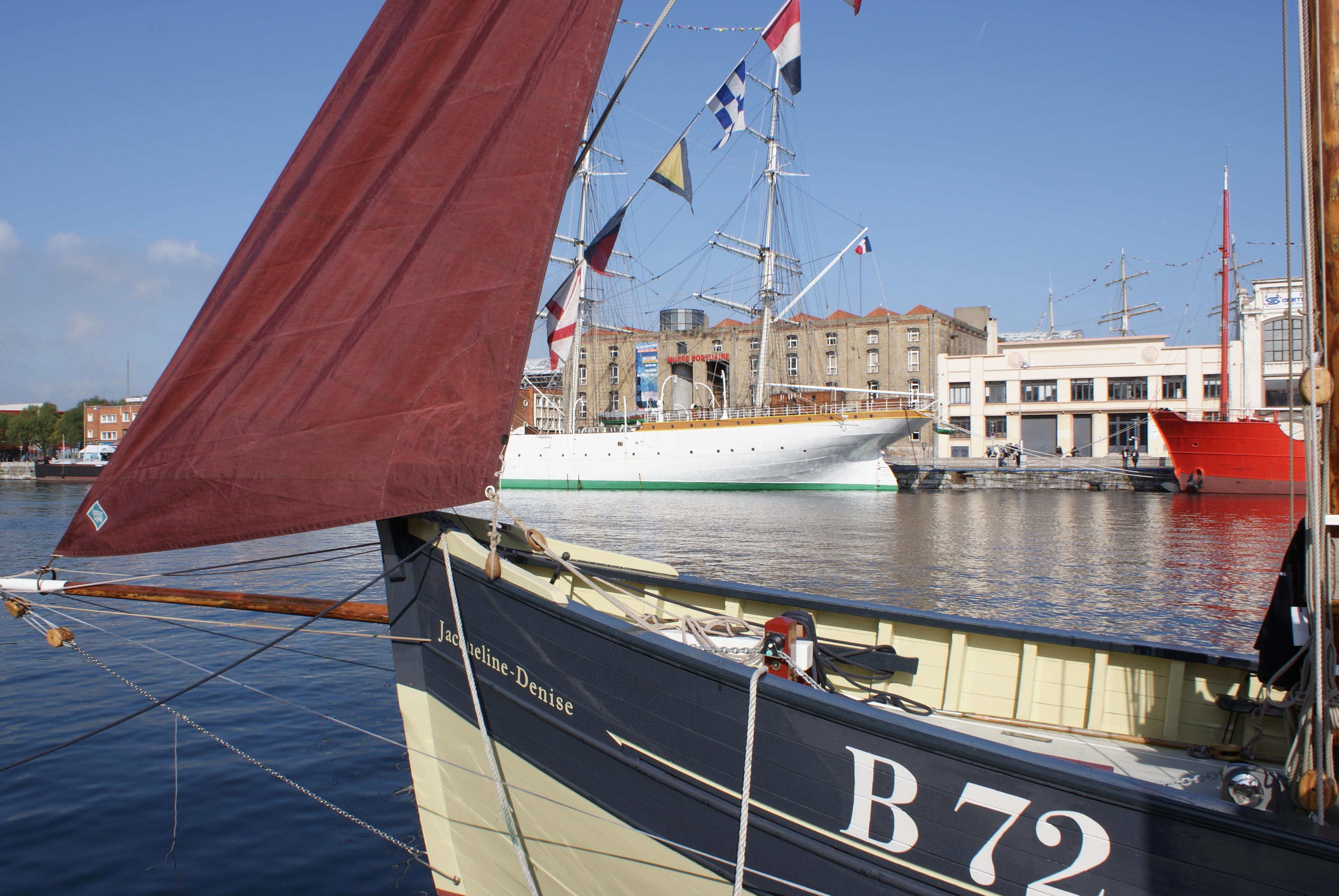
Le Duchesse Anne à l'occasion de la fête maritime de juin 2013. Au premier plan : le Jacqueline Denise, un crevettier d'Ostende. En arrière-plan : les mâts du Krusenstern (derrière le musée portuaire).

De façon permanente, le Musée portuaire permet tous les mercredis à de jeunes enfants, déguisés en corsaires ou en matelots pour l'occasion, de venir s'initier et découvrir les activités des marins à bord, par exemple en jouant les gabiers autour de la confection des principaux nœuds marins. Plus ponctuellement sont organisées à bord diverses animations pédagogiques, comme des lectures d'histoires suivies d'un goûter pour les enfants de 6 à 10 ans, des chasses au trésor à la boussole pour l'anniversaire des 7 à 12 ans, ou des spectacles déambulatoires et poétiques pour tous et depuis septembre 2009, un apéro littéraire organisé régulièrement une fois par mois le jeudi.
En 2007-2008, le Duchesse Anne est au centre d'une anecdote archéologique. Des plongeurs de la gendarmerie maritime à l'entraînement crurent avoir découvert de vieux canons enfouis dans la vase du port sous sa coque. Une inspection en janvier 2008 infirme cette hypothèse.
En juillet 2011 le Duchesse Anne est officiellement désigné ambassadeur des Journées européennes du patrimoine 2011, dédiées au voyage, par le ministère de la Culture et de la Communication qui lui consacre une vidéo de plusieurs minutes sur le site officiel des Journées du patrimoine 2011 (cf. liens externes).
Du 30 mai au 2 juin 2013, en l'honneur de Dunkerque, Capitale de la culture régionale 2013, le Duchesse Anne est l'une des attractions du rassemblement de vieux gréements et de grands voiliers en route pour l'Armada de Rouen. Parmi ces derniers, dans le bassin du Freycinet : le Belem, le Mir, le Santa Maria Manuela, le Dar Młodzieży, l'Artémis, le Morgenster, le Mercedes, le Krusenstern et l‘Étoile du Roy. Les vieux gréements plus modestes, comme le Jacqueline Denise ou le Kampen (une reconstitution de cogue), sont principalement regroupés dans le bassin du commerce, avec le Duchesse Anne (photo).
Lors de la fête de la musique le 21 juin 2014, l'association "Electro libre" offre un apéro sénior sur le navire, permettant de revisiter de vieux airs à la mode électro.

### État actuel du voilier restauré

#### Fruit d'une soigneuse reconstitution initiée par des bénévoles
Sous la conduite de l'ingénieur A. Bryche, le voilier est soigneusement restauré, au plus près de son état d'antan, par une équipe de bénévoles de l'association Les Amis de la Duchesse Anne, renforcée, à partir de 1985, par deux agents de la ville, Roger Blavoët et Hervé Poumaër, eux-mêmes aidés ponctuellement de quelques autres employés municipaux.

Le travail est « titanesque ». Du navire initial, ne subsiste que peu de choses en état. En plus de la coque, des ponts, des roufs et des mâts tronçonnés au-dessus des hunes qui, malgré leur détérioration extrême, sont sauvés et restaurés, il ne reste, d'origine, que la cloche de quart, le guindeau, le cabestan, les feux de navigation en cuivre, les bossoirs, la pompe de cale située sur le râtelier de grand mât, et une des deux ancres. La figure de proue est celle d'origine, mais sa décoration résulte d'une reconstitution. Par contre, la seule barre connue est restée au foyer du cercle naval de Brest. 

Vestige encore intact des temps glorieux : la cloche de quart sur laquelle figurent les armes de la duchesse d'Oldenbourg et le nom du voilier-école allemand, en 2008.

À l'intérieur, certaines parties du mobilier sont également d'époque et restaurées, en particulier, les deux escaliers du logement des officiers et le carrelage de la salle de bain du commandant. Le reste, en piteux état, est démonté et sert, autant que de possible, de modèle pour une reconstruction à l'identique. C'est le cas, par exemple, de la rotonde de la salle à manger du commandant.
L'association Les Amis de la Duchesse Anne a récupéré les plans originels et de nombreuses photographies auprès de l’ancien armateur, l'association des grands voiliers-écoles allemands. Ce n'est pas toujours suffisant et, par exemple, la tortue est reconstruite, une seconde fois, sur la base de témoignages photographiques postérieurs.
Certains accommodements sont trouvés en raison de leur facilité d'entretien. Ainsi l'acier est préféré au bois pour la mâture haute, et le bout - dehors reposant sur le beaupré. De même, le pont n'est plus recouvert que par un parquet de trois centimètres, soutenu, désormais, par des plaques métalliques renforcées.
Enfin, le voilier n'est pas en état de naviguer, et n'a pas été restauré à cet effet du fait des coûts et des aménagements qu'auraient entraîné cette perspective. Actuellement, le gouvernail est bloqué et le bateau est tout juste lesté pour être à quai dans une partie envasée du port, raison pour laquelle il est au-dessus de sa ligne de flottaison et ne peut être déplacé que difficilement. Peu à peu, devant l'immensité de la tâche et les complexités techniques, l'association a dû transmettre le flambeau au Musée portuaire, gardant cependant un rôle de consultant auprès de lui.

#### Depuis sa prise en charge par le musée portuaire de Dunkerque
Depuis que la communauté urbaine de Dunkerque (en 2000), via le musée portuaire, gère le trois-mâts, ce dernier n'a pas encore retrouvé en totalité ses parures extérieures d'antan, comme l'association Les Amis de la Duchesse Anne l'avait prévu ni, semble-t-il, l'attention « passionnelle » dont son entretien aurait bénéficié auparavant. La mise en valeur du navire dans son environnement poserait également question.
En effet, la double frise de proue n'a été que partiellement restaurée. Il en manque encore une partie et, surtout, la frise arrière est toujours absente. Le bateau n'étant plus navigable, la voilure semble également de peu d'intérêt pour ses gestionnaires. Ainsi, le projet initié par l’association consistant à se servir des anciennes voiles du Mercator, pourtant récupérées, pour habiller quelques vergues du navire les jours de fêtes n'a toujours pas abouti. Cela s'ajoute au fait que l'intérieur du bateau était peu garni jusqu'en 2010 malgré l'ébauche de quelques mises en scène (hamacs et posters géants, vareuse du commandant dans son bureau). Aujourd'hui, le portrait de la duchesse d'Oldenbourg trône à nouveau dans les appartements du commandant et une nouvelle présentation historique occupe l'entrepont. Il y a désormais quelques objets usuels en situation (par exemple les minuscules coins pharmacie-infirmerie, la cuisine et la salle à manger du commandant), mais il manque encore de véritables reconstitutions avec mannequins costumés et une scénarisation audio-visuelle. Cependant, cela nécessite des moyens et des mesures de sécurité et de surveillance adéquats.

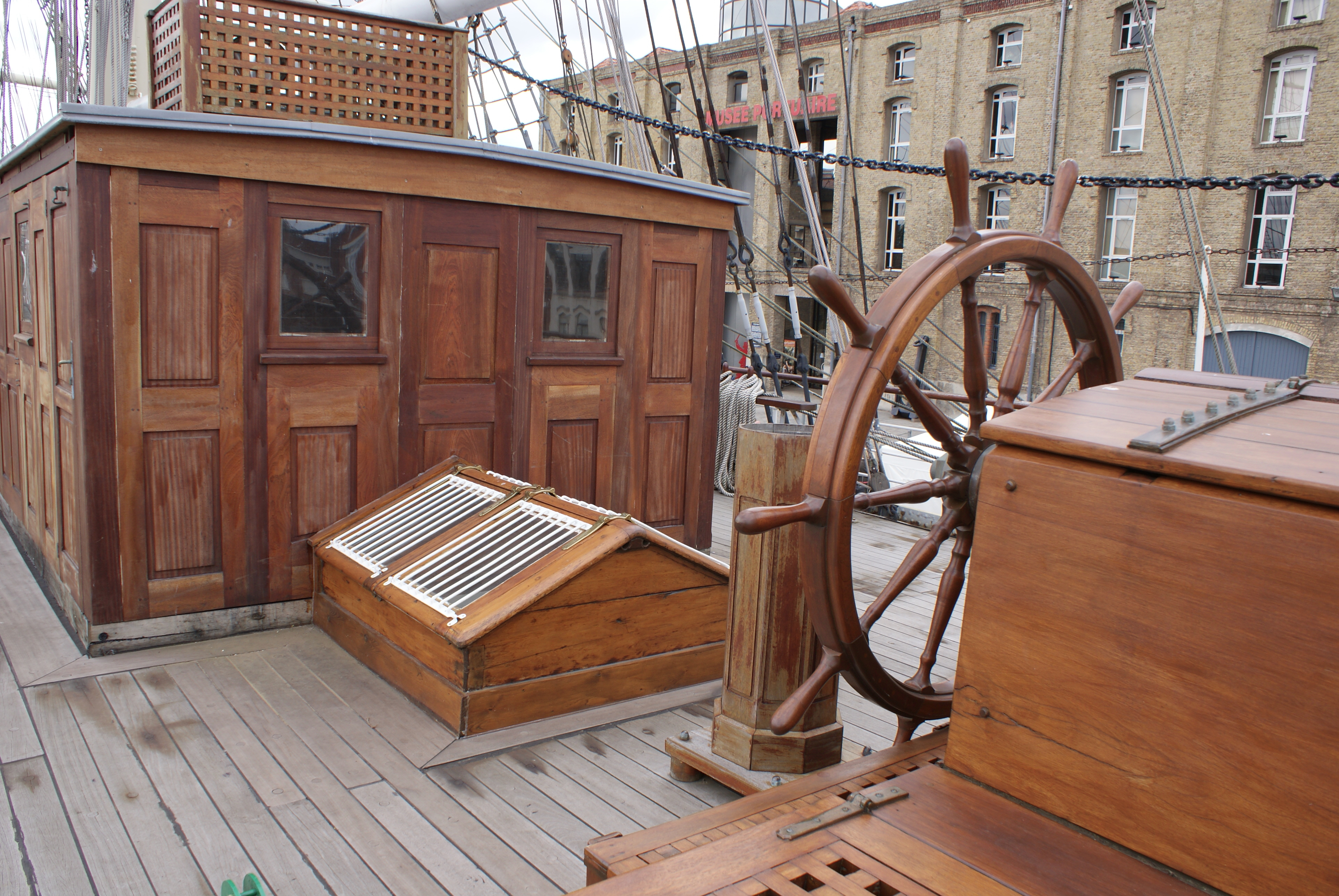
Le nouvel abri de navigation (ou chambre à cartes) et la tortue, en 2010.

S'agissant de l'entretien du trois-mâts, le temps est passé où des bénévoles de l'association se relayaient pour « bichonner » amoureusement chaque détail du navire mais, à leur suite, le défi qu'a dû relever le gestionnaire public n'était pas banal comparé à ses attributions habituelles. Le navire reste entretenu.

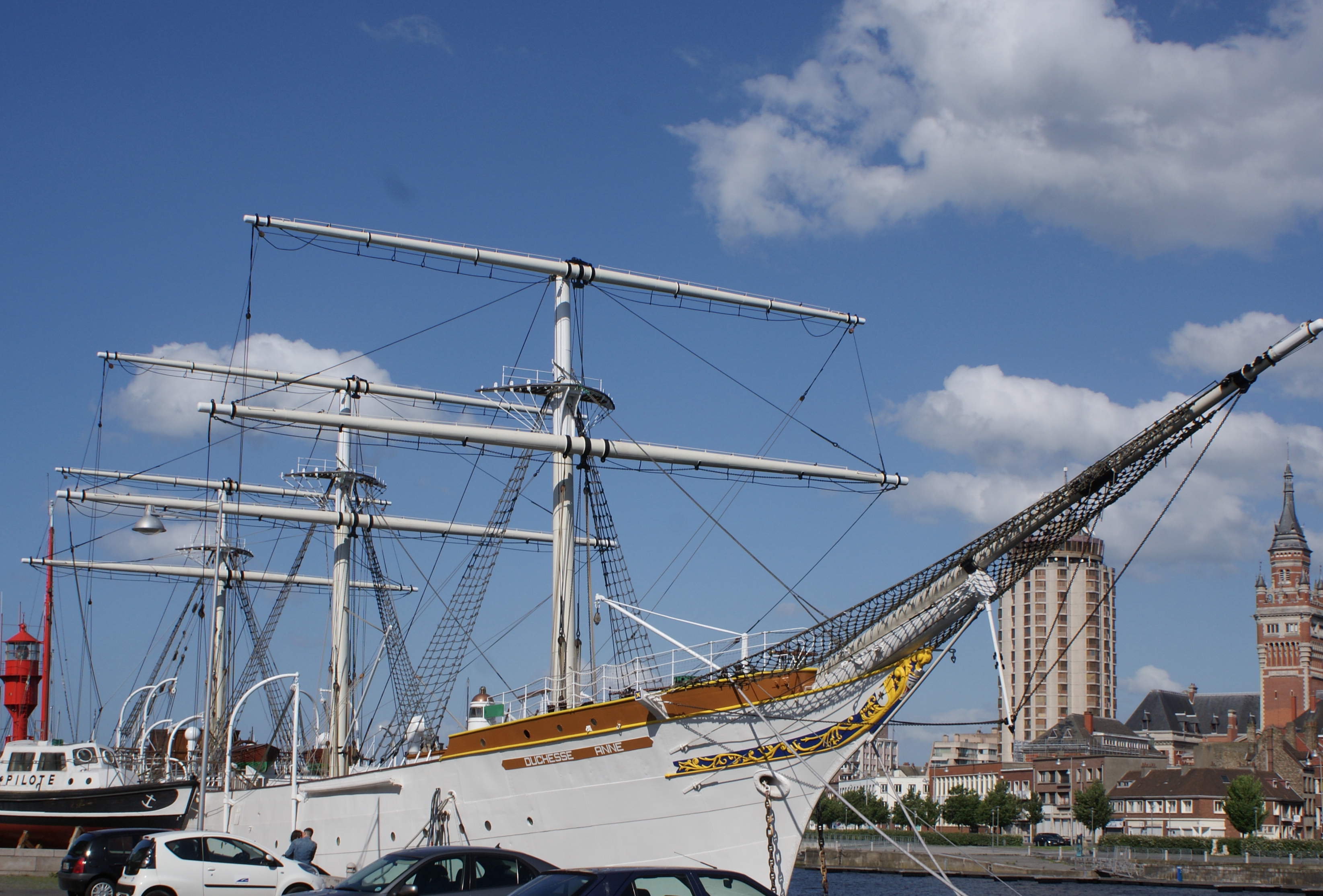
État de la mâture supérieure du navire en août 2012, à la suite de son retour de carénage en mars.

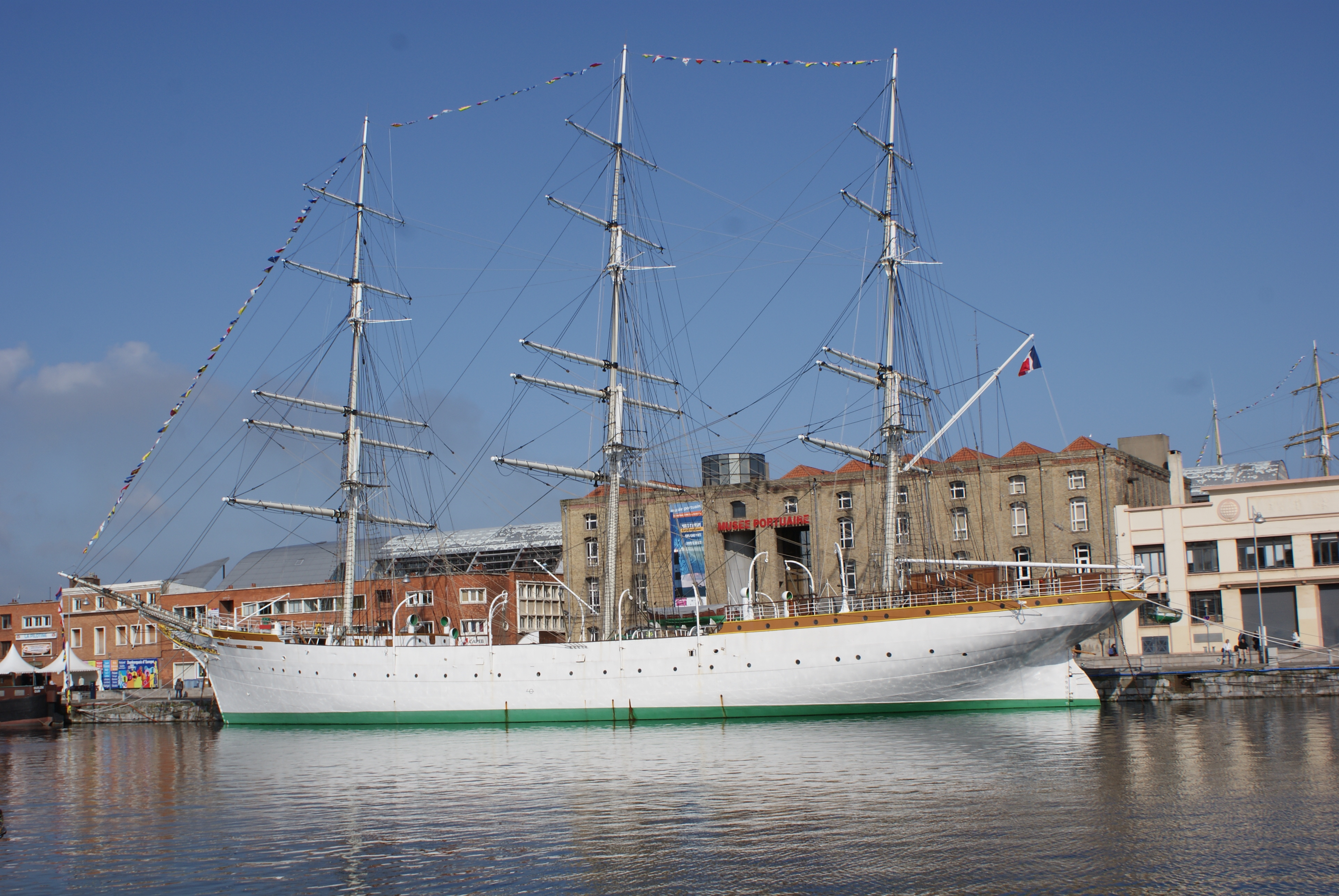
Le Duchesse Anne en moyen pavois, vergues et mâts remontés, pour le grand rassemblement maritime en 2013.

De fait, après le départ progressif à partir de 2003 (effectif en 2007) du dernier permanent qui était à bord pour soigner la Duchesse et parfaire sa restauration, le trois-mâts n'a plus aujourd'hui d'équipe spécialisée dans la marine à voile qui lui soit spécifiquement dédiée. Cependant, l'entretien courant des navires a continué d'être assuré a minima par deux employés affectés à l'ensemble de la flotte du Musée. Depuis 2009 l'équipe comprend désormais quatre personnes (dont un gréeur et un chef d'atelier, ancien marin d'état) encadrées par un responsable. Quelques problèmes parmi ceux observés ont ainsi pu être traités. Cependant, comme le révélaient partiellement certaines photos, l'apparence extérieure et intérieure du navire en 2008 montraient quelques signes de faiblesse, au minimum inesthétiques (coulures de rouille, humidité dans certaines cabines, dorures s'effritant, etc.),. Il subsistait encore de la corrosion visible début 2011 et l'ensemble du navire souffrait de n'avoir pas de cuivres en bon état, par exemple. Outre le remplacement complet de la chambre à cartes (encore inachevé dans les finitions), une sérieuse remise en état a été conduite et achevée à l'été 2011, rafraîchissement en peinture et décapage du pont, des cuivres, des appareils et de l'accastillage.
La communauté urbaine à qui incombe la responsabilité de la maintenance des structures du navire, avait pour sa part commandité en 2005 une expertise de la mâture, la rénovation en peinture de celle-ci ainsi que le contrôle des cordages, poulies et du gréement dormant et en 2007 un diagnostic de la coque par ultrason du fait de la difficulté à l'observer de l'intérieur. Cependant, le carénage devait exiger une sortie du bateau pour un passage en cale sèche tous les trois ans, ce qui ne s'était pas produit depuis 1998. Mais l'opération est devenue complexe en raison du lestage du bateau, de l'encombrement des ports et des moyens de halage à mettre en œuvre. Une inspection en 2007 montrait pourtant une carène à nouveau prise dans une gangue de coquillages,. Les travaux de structure et de carénage sont finalement programmés pour fin 2010 mais sont reportés courant 2011, puis pour 2012, en raison du problème technique du halage et du fait qu'un premier appel d'offres concernant les travaux soit demeuré infructueux. Après que le Duchesse Anne eut été préparé, il quitte le bassin du Commerce le vendredi 13 janvier 2012, direction le chantier ARNO-Dunkerque,. Le Princess Elizabeth est déplacé pour permettre son passage. Son retour au bercail a lieu le 26 mars 2012. La vieille dame, qui s'est aussi refait une beauté extérieure, reste néanmoins près d'un an sans ses vergues et ses mâts supérieurs (photo). Ils sont remontés à temps pour honorer le rassemblement de grands voiliers et vieux gréements qui a lieu du 30 mai au 2 juin 2013 pour fêter Dunkerque Capitale de la culture régionale (photo).
Pour les nostalgiques soucieux de préserver, avec les exigences qu'inspire la passion, l'âme et le prestige du vieux voilier, et malgré les sommes finalement engagées pour l'entretien de la flotte depuis notamment 2000, le trois-mâts pourrait souffrir de sa prise en charge par une structure ayant une vocation et des contraintes nettement plus larges que celles consistant à se consacrer exclusivement à la valorisation d'un gréement traditionnel, contrairement à la situation du Belem qui a sa propre fondation, soutenue, dès l'origine, par une grande banque et des aspirations plus « parisiennes » et médiatiques qu'attise le maintien de sa navigabilité. Pour d'autres, le voilier pourrait pâtir aussi de ce que la volonté politique de faire revivre l'histoire maritime des lieux portuaires semble avoir manqué d'ambition alors qu'elle aurait pu s'étendre de façon plus visible qu'aujourd'hui, par exemple à l'épopée des corsaires dunkerquois, notamment celle de Jean Bart, à celle des cap-horniers avec la compagnie Bordes et à la mémoire de l'opération Dynamo afin de créer la synergie nécessaire autour du Musée portuaire et de son trois-mâts historique, au sein d'un même quartier, aménagé et animé en conséquence. Ainsi, bon nombre de promeneurs, lors d'une chaude soirée d'été prometteuse, se retrouvent décontenancés après la fermeture du Musée sur un quai isolé et totalement désert, le long duquel le majestueux trois-mâts parait comme abandonné.
En 2023, le navire est visité par 37 000 personnes.
Le navire ferme en janvier 2024 pour restauration. Le 19 juillet 2024, il est déplacé en cale sèche. Depuis le 9 octobre 2024, il est possible de visiter le navire.

## Caractéristiques
Source : DUCHESSE ANNE - Patrimoine Maritime et Fluvial
- Longueur hors tout : 92 m
- Longueur coque : 78 m
- Longueur flottaison : 65,68 m
- Largeur Maître bau : 12 m
- Tirant d’eau : 5,60 m
- Tirant d’air : 48 m
- Déplacement (tonnes) : 1600 T

## Les commandants duDuchesse Anne
En fait, il s'agit des commandants allemands du voilier lorsqu'il se nommait encore Grossherzogin Elisabeth puisque, en raison de son affectation dans la Marine française comme bateau-base, il ne navigua plus en tant que Duchesse Anne,. Compte tenu de sa qualité de navire-école, le commandement était en principe confié à un capitaine ayant au moins quinze années d'expérience.
- 1901 - 1903 : Capitaine Rüdiger.
- 1903 - 1905 : Capitaine Ragener, qui était auparavant second à bord.
- 1905 - 1909 : Capitaine Dressler, qui prit ensuite le commandement du premier sister-ship, le Prinzess Eitel Friedrich.
- 1909 - 1912 : Capitaine Van Der Heide, qui était auparavant second à bord.
- 1912 - 1914 : Capitaine Wilke, qui était auparavant second à bord.
- 1920 - 1925 : Capitaine Kley.
- 1925 - 1927 : Capitaine Walker, qui prit ensuite le commandement du troisième sister-ship, le Schulschiff Deutschland
- 1927 - 1931 : Capitaine Klay, le voilier est ensuite vendu à l'école de navigation de Hambourg.
- 1931 - 1946 : Capitaine Wagner, le voilier est saisi par les Britanniques mais son commandant reste à bord jusqu'en août 1946.

## Sisters-shipsduDuchesse Anne
Les trois sisters-ships du Duchesse Anne, le Prinzess Eitel Friedrich, le Grossherzog Friedrich August, et le Schulschiff Deutschland sont toujours visibles, et en bon état. Avec leur aîné, ils inspirent les autres grands voiliers allemands, notamment, le Gorch Fock (I) (ex-Tovarishch) et ses trois sister-ships, ainsi que sa réplique moderne, le Gorch Fock (II),, tous sortis d'un même chantier hambourgeois, dont est également issu l'actuel Dar Pomorza.
- Le Prinzess Eitel Friedrich (1909) est un trois-mâts carré, rebaptisé Colbert en 1918 après avoir été donné à la France (au titre de dommages de guerre à la suite de la Première Guerre mondiale), puis Dar Pomorza en 1929 après avoir été revendu à la Pologne. Il n'est cependant pas issu du même chantier que la Duchesse, mais de Blohm et Voss de Hambourg. Il navigue et poursuivi sa carrière de navire-école jusqu'en 1981. Désarmé à cette date, il est converti en bateau musée à Gdynia, près de Gdansk.

- Le Grossherzog Friedrich August (1914) est donné aux Britanniques en 1919, également au titre de dommages de guerre à l'issue de la Première Guerre mondiale. Rebaptisé Statsraad Lehmkuhl en 1922 après avoir été rétrocédé à la Norvège, il est, dès l'origine, gréé en trois-mâts barque et doté d'un moteur auxiliaire. Légèrement plus long que les trois autres bateaux, il est, de l'avis de certains spécialistes[86], le mieux réussi de la série, et le seul qui navigue encore. Géré par une association, il est basé à Bergen.

- Le Schulschiff Deutschland (1927), construit pour remplacer les deux navires précédents cédés aux vainqueurs, est un trois-mâts carré. Converti en bateau musée à Brême depuis 1995, après avoir été restauré, il est le seul à être resté dans sa patrie d'origine et à avoir gardé son nom de baptême initial. Il est également gréé en voiles carrées, mais en six étages pour chaque mât, alors que ses aînés n'en ont que cinq.

## Homonymes ou proches
Quelques bateaux distincts du présent Duchesse Anne ont porté, ou portent encore, le même nom ou un nom faisant référence à la même personnalité historique. Ainsi, 1901, date de naissance du futur Duchesse Anne en Allemagne, est également une date clef pour deux cap-horniers homonymes disparus, auxquels s'ajoute un bateau corsaire du XVIIIe siècle, également disparu.
Duchesse Anne (1891), voilier à prime et trois-mâts barque français, construit aux chantiers Dubigeon, a, semble-t-il, une carrière de cap-hornier sous l'armement de Louis Bureau & Fils à Nantes, notamment sous le commandement des capitaines Marcel Arneau et Dejoie, avant d'être vendu à un armateur norvégien en 1901. C'est sur ce bateau que René Gasnier commence sa carrière, avant de devenir aérostier puis l'un des promoteurs de l'aviation en France (premier vol en Anjou en 1908). Ce cap-hornier, qui inspire sans doute Gilbert Dupé pour son Bateau à soupe, inspire vraisemblablement aussi Jean Merrien, par ailleurs marin, auteur du roman L'Oiseau de mort du Cap Horn dans lequel l'équipage du trois-mâts Duchesse Anne voit surgir aux abords du Cap Horn un vaisseau fantôme.
Un Anne de Bretagne (1901), trois-mâts barque français, est également cap-hornier sous l'armement de la Société Bretonne de navigation. Un autre Duchesse Anne est un canot de sauvetage existant encore à Belle-Île-en-Mer en 1951. Duchesse Anne est aussi le nom du voilier avec lequel Jacques Cassard, en 1707, amarine treize bâtiments ennemis et détruit un corsaire de Jersey, ce qui lui vaut une gratification du roi et un brevet de lieutenant de frégate.
Deux bateaux contemporains, en état de navigation, portent ou ont porté ce nom. Une Duchesse Anne (anciennement l’Idéal) est le nom d'une péniche française, un chaland ponté gabarit breton de 26,80 m datant de 1929, acquise en 2007 par Pontivy communauté (Morbihan) aux fins d'accueillir l'office intercommunal de tourisme quai Niemen à Pontivy, après sa rénovation, pour le début de la saison 2010. Un Duchesse Anne (1979), ferry, connu jusqu'en 1988 sous le nom de Connacht, et rebaptisé Dubrovnik en 1997, navigue entre l'Italie et la Croatie, sous pavillon croate.

## LeDuchesse Annedans la culture

### LeDuchesse Anneet la philatélie
Le Duchesse Anne n'a pas été épargné par le mauvais sort postal puisque le timbre de 1976 souligne un événement qui n'a pas eu lieu et le tampon de 1992 fait l'objet d'une grossière erreur. Le centenaire du voilier en 2001 n'a semble-t-il donné lieu à aucune manifestation philatélique, contrairement au Belem.

#### 1976: un timbre-poste, symbole d'un projet avorté

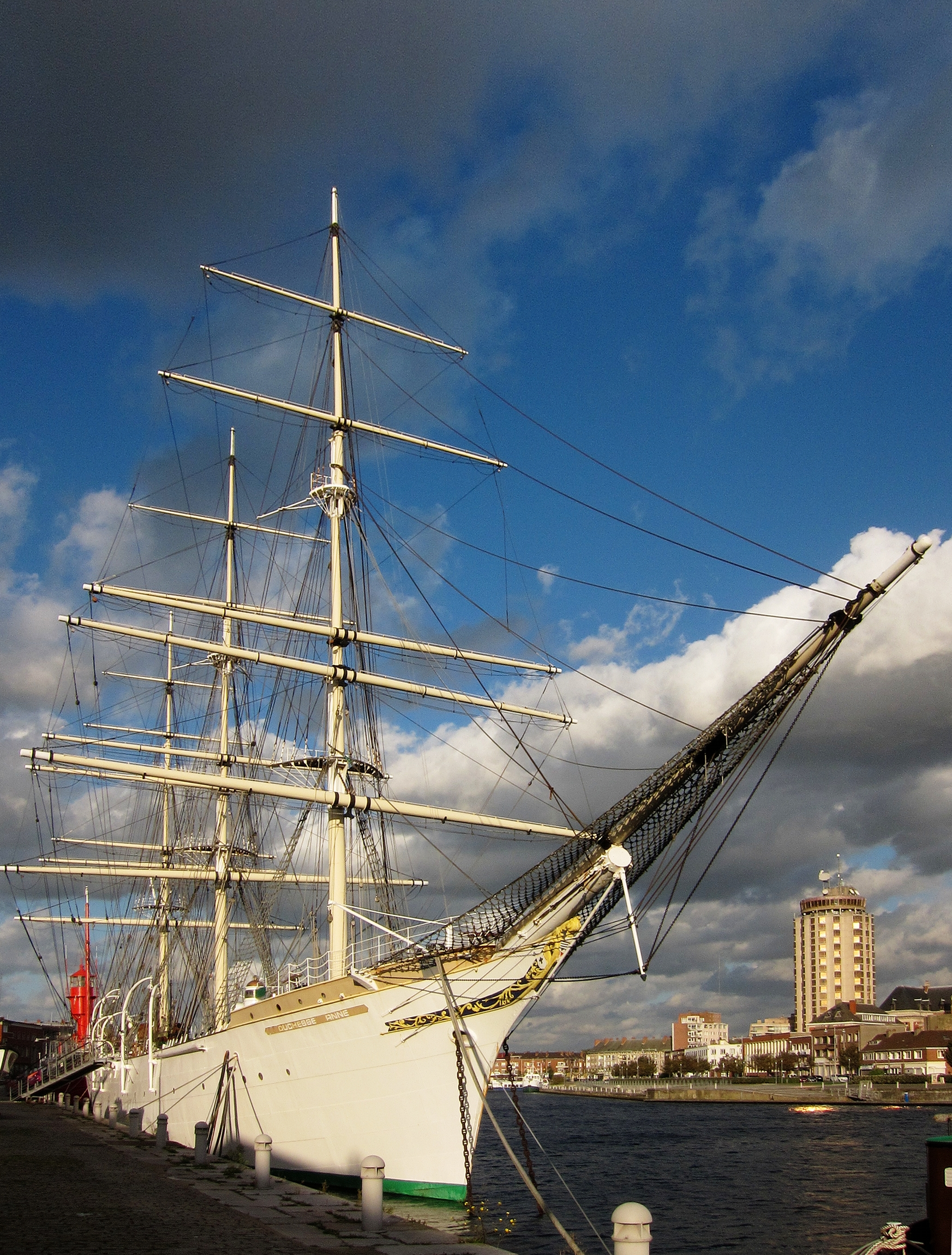
Le Duchesse Anne en 2011.

Le principe de créer un Musée de la mer pour l'Atlantique à Port-Louis (Morbihan), adopté dès 1973, est finalisé en 1975, date à laquelle le ministre de la Défense décide de sa création effective et met à la disposition du musée la citadelle de Port-Louis du XVIIe siècle, située à l'entrée de la rade de Lorient. Ce projet ambitieux, qui vise à créer un véritable conservatoire du patrimoine maritime, prévoit notamment, dans l'anse de la Brèche contiguë à la citadelle, un musée à flot dont le Duchesse Anne, en train de rouiller à Brest, doit être le fleuron avec des bateaux traditionnels, qu'aurait pu rejoindre, plus tard et dès son désarmement, un petit bâtiment de guerre. Le trois-mâts, qui a besoin d'être sérieusement restauré, subit à cette fin un premier carénage, puis rejoint Lorient. Sur l'esplanade de la citadelle, d'autres bâtiments, un chantier d'embarcations et un atelier de maquettes doivent compléter ce dispositif innovant. Un musée d'armes anciennes est prévu.
La poste française décide d'émettre un timbre représentant cet événement en jumelant la représentation de la citadelle avec celle du Duchesse Anne. Le timbre grand format dessiné par Albert Decaris est émis le 4 décembre 1976, mis en vente générale du 6 décembre au 20 mai 1977. Les représentations photographiques du Duchesse Anne avec sa voilure étant rares, le dessinateur, par ailleurs peintre officiel de la Marine française, né lui-même l'année de la construction du voilier, semble s'être inspiré du document de 1913 figurant au début du présent article. La valeur faciale de 1,45 franc correspond à l'affranchissement d'un paquet poste non urgent. L'encart postal gaufré « CEF Premier jour » supporte, en outre, une illustration idéalisée et symbolique du Duchesse Anne, vaisseau fantôme (qu'il est encore à l'époque) sortant de l'ombre, réalisée par André Boudet et un texte résumant succinctement le projet et les origines du trois-mâts (voir le timbre et l'encart premier jour).
Le projet muséographique, tel que voulu à l’origine ne voit pas le jour, les fonds étant engloutis par la rénovation de la citadelle, et ses promoteurs craignant que la surveillance des bateaux ne nécessite un entretien et un personnel trop important. Ainsi, pour mouiller le trois-mâts, il aurait fallu creuser une fouille qui risquait de s'envaser régulièrement. Certes, comme prévu, le Musée de la Marine s'installe en 1978 dans la citadelle, suivit en 1984 du musée de la Compagnie des Indes. Mais, entretemps, le Duchesse Anne est abandonné à nouveau dans un coin du port de Lorient jusqu'en 1981 et d'autres bateaux, déjà affectés au musée à flot, finissent à la casse comme le Mimosa, un germonier groisillon de 1930.

#### 1992: une oblitération qui ne fait pas foi
Pour célébrer son 70e anniversaire, le Club philatélique de Dunkerque obtient des Postes françaises l'autorisation de disposer d'une oblitération spéciale et temporaire représentant le trois-mâts Duchesse Anne, datée du 16 mai 1992. Curieusement, la silhouette du bateau représenté sur le cachet d'oblitération est celle d’un trois-mâts barque et non d’un trois-mâts carré. L'oblitération est généralement apposée sur une carte postale préimprimée avec timbre à l'effigie du Bateau La Poste Course autour du Monde 1989-1990 d'une valeur faciale de 2,30 francs, timbre alors retiré de la vente mais encore en circulation.

### LeDuchesse Anneen maquette

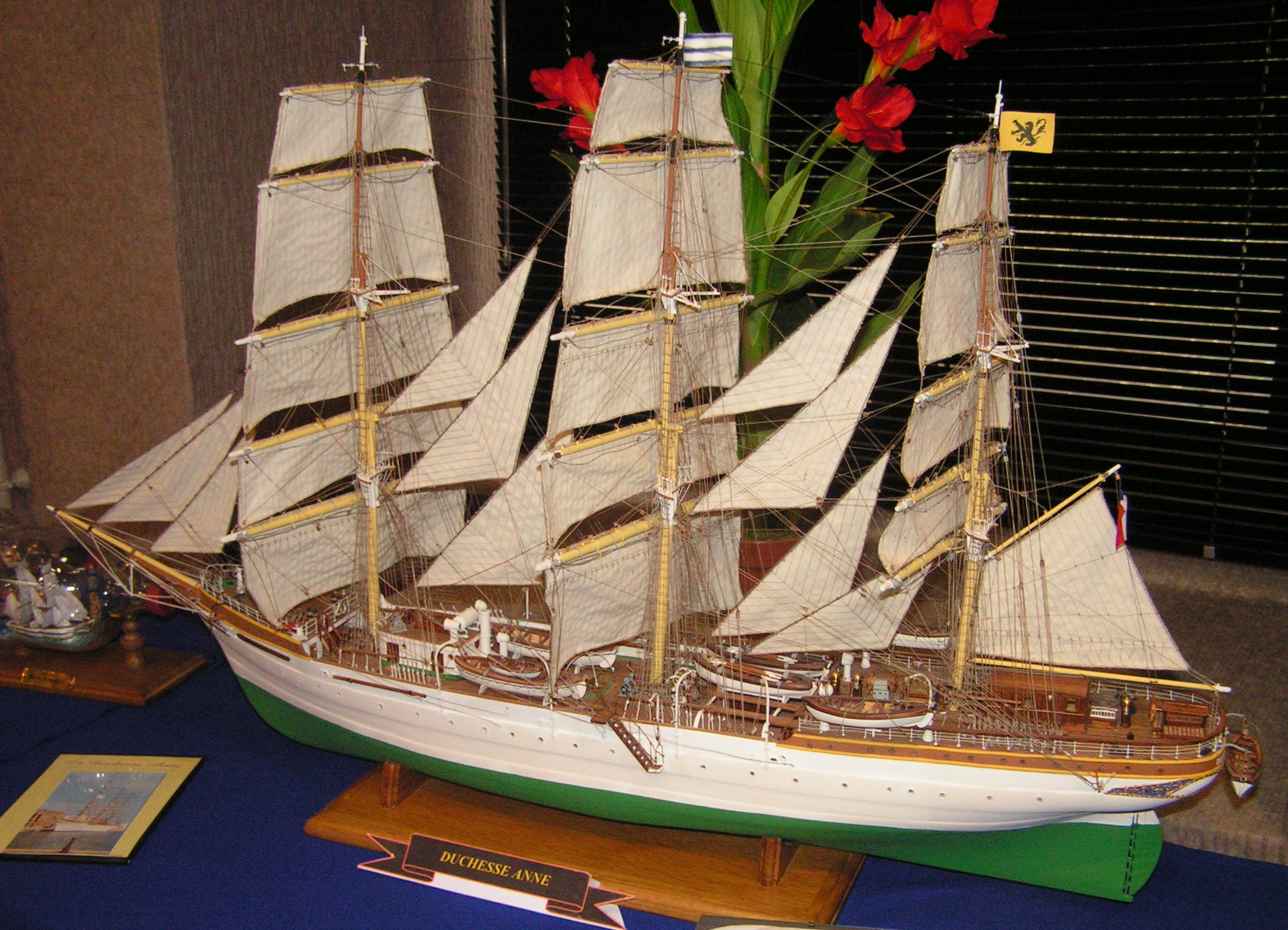
La maquette du Duchesse Anne au 1:75 par Jean-Louis Molle.

Trois maquettes du Duchesse Anne à l'échelle 1:75 et 1:100 sont réalisées entre 1995 à 1997 par Jean-Louis Molle, vice-président de l'association Les Amis de la Duchesse Anne. Elles permettent de visualiser le trois-mâts carré, toutes voiles et pavillons dehors. On y retrouve même la frise de poupe et la double frise de proue, encore absentes sur le bateau restauré.
S'aidant des plans d'archives ayant servi à la construction du voilier, complétés de relevés minutieux à bord, ce spécialiste français du modélisme naval passe, pour être au plus près de la réalité, environ 2 000 heures sur chacune de ces maquettes, dont tous les éléments sont entièrement faits à la main. Les voiles sont en tissu et les lattes du pont et des superstructures sont réalisées avec des chutes du bois ayant servi à la restauration du navire. Cette anecdote apporte aux maquettes une touche d'authenticité, même si la coque de ces reproductions est en bois, bordée sur membrures, et non en acier comme l'original, maquettisme oblige. Le gréement comprend 300 mètres de fil de différents diamètres, et 450 poulies.
Dans un premier temps, l'artiste avait conservé l'une des maquettes au 1:75, plus détaillée, qu'il exposait régulièrement dans diverses manifestations marines sur le stand de la Fédération Régionale pour la Culture et le Patrimoine Maritime. Faute de place, il a dû la céder à un amateur éclairé en 2010. La seconde a été offerte à Roger Blaevoët, ancien permanent à bord pour la restauration. La maquette au 1:100 est au Musée portuaire de Dunkerque, et agrémente l'intérieur de son modèle lors de sa visite (Cf. Galerie du Musée portuaire).
Par ailleurs, la maquette de chantier du projet de construction du vrai voilier, une demi-coque longitudinale réalisée en 1900, dont la photo figure respectivement dans les ouvrages de Jean-Louis Molle et de D. Le Corre, se trouve aujourd'hui en Allemagne, au Deutsches Schiffahrtsmuseum, le musée maritime de Bremerhaven.

### La coupe duDuchesse Anne

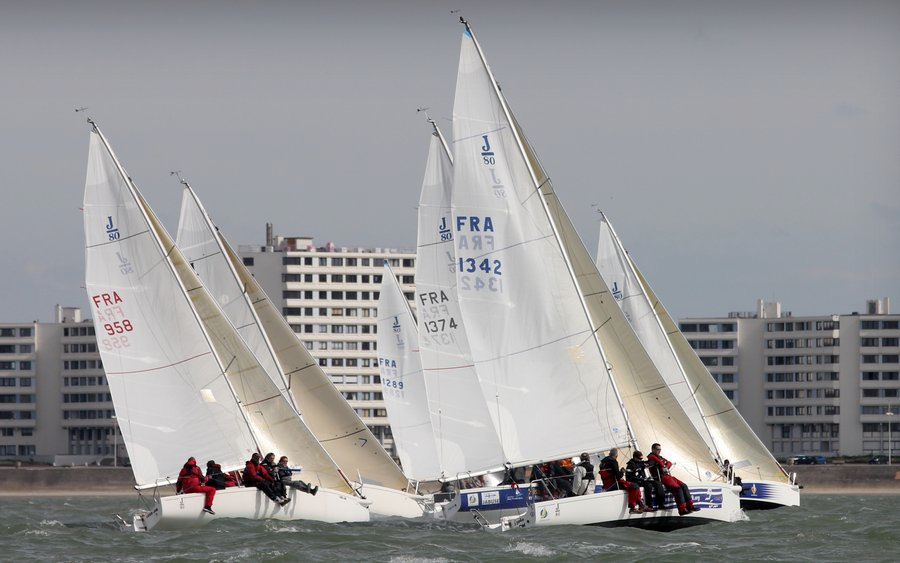
Édition d'avril 2013.

Depuis 1993, l'une des régates organisées par Dunkerque Plaisance, avec le syndicat intercommunal Les Dunes de Flandres, est dénommée « la coupe du Duchesse-Anne », en hommage au trois-mâts dunkerquois.
L'initiative en reviendrait au président du Centre régional de voile de Dunkerque, Frédéric Hannon.
Cette manifestation de classe sport (niveau 5 A) se déroule régulièrement en rade de Malo et met en lice, aujourd'hui, principalement des monotypes First Class 7.5, dignes successeurs des fameux first Class 8 qui ont largement animé les précédentes éditions jusqu'en 2005 (également des « Open 570 » et des « J80 »). Elle se déroule généralement en cinq manches.
Dans les années 2000, la coupe fait l'objet d'une compétition en juin 2001, mai 2002, juin 2003, mai 2005, mai 2006, avril 2008, avril 2010, mai 2011, juin 2012 et avril 2013. La dernière s'est déroulée les 24-25 Mai 2014. Depuis 2010 elle est co-organisée par le YCMN et les Dauphins. La course compte pour le Championnat de la Ligue Nord Pas-de-Calais.

### Un voilierDuchesse Anne, figurant de cinéma
Curieusement, les deux films évoquant un trois-mâts Duchesse Anne sortent sur les écrans aux deux moments clefs de la brève carrière militaire du Duchesse Anne en France. Le premier, Le Bateau à soupe, au moment où le navire-école allemand arrive dans la Marine française, en 1946. Le second, Lola, lorsqu'il est prévu de l'en faire sortir, en 1961.
Le Bateau à soupe est un film de Maurice Gleize de 1946, tourné à Nantes et à Paris, adapté du roman de Gilbert Dupé, dans lequel un trois-mâts Duchesse Anne sert de toile de fond à l'intrigue. En fait, lors du tournage en 1945, on cherche vainement un trois-mâts de ce nom. À l'époque du tournage, l'ancien cap-hornier de 1891 a disparu (supra) et le voilier allemand, futur Duchesse Anne, n'est pas encore en France. Finalement, après que le Gouvernement a été sollicité, on fait venir un vieux quatre-mâts français hors d'usage, le Capitaine Guyomard. Réparé et regréé avec voiles et mature prêtées par la marine nationale, il est rebaptisé Duchesse Anne. C'était le dernier représentant d'après guerre des quatre-mâts de la marine française (60 mètres de longueur, 10 de large). Nul ne sait si cela eut une influence sur le nouveau nom de baptême dont hérite le trois-mâts allemand à son arrivée à Lorient courant 1946.
Lola est un film de Jacques Demy de 1961, tourné à Nantes, dans lequel Jacques Perrin, jouant le rôle du jeune marin, dit qu'il va embarquer sur la Duchesse Anne, sans que jamais l'on ne puisse voir le navire. À l'époque, le Duchesse Anne fait effectivement partie de la Marine nationale à Brest mais, semblant en fin de vie, il est promis à la démolition.